# Chevrolet Monte Carlo
Pour les articles homonymes, voir Monte-Carlo (homonymie).
 (décembre 2018).
Si vous disposez d'ouvrages ou d'articles de référence ou si vous connaissez des sites web de qualité traitant du thème abordé ici, merci de compléter l'article en donnant les références utiles à sa vérifiabilité et en les liant à la section « Notes et références ».

Le blason créé par Chevrolet pour identifier la Monte Carlo originale.

La Chevrolet Monte Carlo est un modèle d'automobile de la marque Chevrolet.
À l'origine, ce modèle était destiné à une clientèle désirant une « voiture de luxe abordable ».

## Historique
Lancée par le constructeur automobile américain Chevrolet en 1970, la Chevrolet Monte Carlo est à l'origine une voiture appartenant à un nouveau segment, celui des « personal cars » bon marché. Cousine de la Pontiac Grand Prix sortie un an plus tôt, elle est destinée à une clientèle de classe moyenne désireuse de posséder une voiture confortable, aux dimensions généreuses, à l'aspect élégant et cossu. Elle est proposée à sa sortie à un prix d'appel de 3 123 $. La Ford Thunderbird, sa concurrente directe, est bien plus chère à 4 961 $. La Monte Carlo est donc censée être la première « voiture de luxe abordable ». Construite à partir de la Chevelle, le modèle intermédiaire populaire de Chevrolet, la Monte Carlo arbore un écusson se voulant synonyme de prestige, en forme d'écu médiéval surmonté d'un heaume. Aucun logo « Chevrolet » n'indique son origine, afin d'accroître son caractère exclusif.
Sa carrosserie se distingue par un capot très long, un coffre court, des petits feux arrière verticaux logés dans les ailes inspirés de la Cadillac Eldorado et une ligne affinée pour accentuer l'impression de longueur. Elle possède un gabarit de 5,25 m de long pour 1,93 m de large, et est équipée de nombreux accessoires de confort, de série ou en option.
Le nom Monte Carlo doit évoquer dans l'esprit du client la douceur de vivre « à l'européenne ». Une publicité à la télévision de 1970 est illustrée par de l'accordéon, une chanson en français et une voix énonçant un texte en anglais avec l'accent français
Disponible uniquement en coupé hardtop, équipée au choix de moteurs V8 5,7 L, 6,6 L ou 7,5 L ainsi que de la boîte automatique en série, elle rencontre le succès : 130 657 modèles produits en 1970, 128 600 en 1971, puis en 1972, fin de la première génération, 180 819 exemplaires. Au cours de ses trois années de production, elle reçoit des retouches esthétiques portant notamment sur le dessin de la calandre (automobile), de l'écusson de capot, la forme des phares et l'emplacement des feux clignotants avant. Dotée de freins avant à disques et d'un châssis performant, elle est disponible en version SS (Super Sport), avec le big block 454 V8 7,5 litres développant plus de 365 ch (268 kW) jusqu'en 1971.
De 1973 à 1977 est produite une Monte Carlo au style néo-rétro assez baroque. La calandre est plus massive d'aspect, les moulures latérales très accentuées. Plus volumineuse (18 cm de plus en longueur et 4 cm en largeur), son châssis est amélioré afin de lui donner un comportement routier aussi efficace que celui des Mercedes. Nouveaux réglages du train avant, barres stabilisatrices, pneus radiaux en série : le pari est gagné et la Monte Carlo est élue voiture de l'année 1973 par le magazine Motor Trend. Elle est déclinée en trois versions : sport coupé, S sport coupé et Landau sport coupé. La version basique est supprimée dès 1974.
Les motorisations sont de moins en moins nombreuses et puissantes au fil des années. Les performances n'étant plus à l'ordre du jour, les priorités sont la sécurité, l'économie d'essence et la limitation des émissions polluantes. Ainsi le 7,5 L bridé à 238 ch (175 kW) disparaît du catalogue en 1976 et que le 5,0 L de 142 ch (104 kW) devient l'offre standard. Le 6,6 L réglé à 177 ch (130 kW) subsiste encore un an, et en 1977 seuls les 5,0 L et 5,7 L sont disponibles. Les chiffres de production vont s'envoler pour atteindre les 1 626 129 exemplaires en cinq ans. Elle reçoit des modifications mineures tout au long de sa fabrication, la plus notable étant l'apparition de doubles phares superposés de forme carrée en 1976.
En 1978, apparaît une toute nouvelle Monte Carlo à l'empattement réduit de 20 cm, suivant la grande vague de raccourcissement des modèles opérée par General Motors à l'époque, toujours à propulsion, mais plus légère de 400 kg. Disponible en version de base avec un moteur V6 3,8 L d'une puissance faible (106 ch (78 kW)), elle peut être commandée avec un V8 5,0 L de 147 ch (108 kW), puis 162 ch (119 kW) en 1979. Elle arbore une ligne similaire aux modèles précédents mais moins imposante, qui persiste jusqu'en 1980.
La 4e génération marque un tournant esthétique en 1981. Semblable aux autres modèles de General Motors — Oldsmobile Cutlass, Pontiac Grand Prix et Buick Regal —, son profil est plus net, lisse et tendu. Elle retrouve les feux arrière verticaux abandonnés en 1978. L'appellation a été ressortie des cartons en 1983 pour vendre un modèle équipé du V8 5 litres poussé à 177 ch (130 kW) puis 182 ch (134 kW) à partir de 1984. Elle est maintenue dans la gamme au prix de modifications cosmétiques jusqu'à ce que les ventes s'effondrent, en 1988.
La Monte Carlo renaît en 1995 sous la forme d'une voiture moderne à traction avant, dérivée de la berline Lumina et plus banale que ses devancières. Aucun V8 n'est disponible, seulement des V6 à faible rendement, le plus performant étant un 3,8 L développant 218 ch (160 kW).
La Monte Carlo de 2000-2007 est un coupé dérivé de la berline Impala dont elle partage la majorité des composants mécaniques. Elle est très appréciée des amateurs de Nascar et est la descendante directe des premières générations de Monte Carlo à propulsion conçues de 1969 à 1988. Un V8 5,3 L de 307 ch (226 kW) a fait son retour en 2006 sous le capot de ce coupé.
Elle disparaît en 2007 sans être remplacée ; en effet Général Motors ne voulait pas créer une concurrence interne entre la Monte-Carlo et la nouvelle Camaro.

## Première génération (1970-1972)

### Développement
Pour l'année modèle 1968, GM a institué une politique d'empattement divisé pour ses voitures intermédiaires de taille A. Les modèles à deux portes auraient un empattement de 2 845 mm, 2 946 mm pour les berlines et 3 073 mm pour les familiales. En 1969, GM a présenté la Pontiac Grand Prix, un modèle à deux portes qui utilisait la disposition de la plate-forme A qui était tendue devant le pare-feu pour la rendre longue de 5 239 mm. Cela a donné un design de capot inhabituellement long, aidant la nouvelle Grand Prix à surpasser sa prédécesseure à carrosserie B plus grande, malgré des prix plus élevés. La nouvelle disposition était d'abord connue sous le nom de A-body Special, mais allait évoluer vers sa propre classe connue sous le nom de G-platform.
La Monte Carlo a commencé comme une version Chevrolet de la Pontiac Grand Prix, conçu par Elliot M. (Pete) Estes, directeur général de Chevrolet, et le styliste en chef de Chevrolet, David Holls. Ils ont modelé le style sur la Cadillac Eldorado contemporaine, bien qu'une grande partie de la carrosserie et de la structure ait été partagée avec la Chevrolet Chevelle (pare-feu, pare-brise, couvercle de coffre et lunette arrière étaient les mêmes). Le nouveau style extérieur «bouteille de Coca» comprend des essuie-glaces dissimulés. Un système de surveillance de la lumière était facultatif.
Un article du milieu des années 1990 dans le magazine Chevrolet High Performance a déclaré que la première génération de Monte Carlo était connue de la direction de Chevrolet sous le nom de travail Concours. La pratique habituelle à l'époque était que tous les noms de développement des modèles Chevrolet commençaient par un «C». À un moment donné, la proposition prévoyait un coupé, une berline et un cabriolet formels. Il a été noté que la berline ressemblait à une Oldsmobile 98 full-size avant l'utilisation de la plate-forme GM G avec au moins une photo montrant les poignées de porte relevables qui seraient introduites sur la Camaro de 1970½ et la Vega de 1971 et les Chevrolet full-size, mais n'apparaîtra pas sur les Monte Carlo jusqu'à ce que le modèle de deuxième génération fasse ses débuts en 1973. Lorsque la voiture a fait ses débuts pour l'année modèle 1970, le seul style de carrosserie disponible était le toit rigide à deux portes.
Bien que la Monte Carlo ait été développé chez Chevrolet sous la direction de Pete Estes, elle a été officiellement présentée en septembre 1969 par John Z. DeLorean, qui a succédé à Estes en tant que directeur général de Chevrolet plus tôt dans l'année après avoir précédemment dirigé la division Pontiac, où il dirigeait le développement de la Grand Prix.

### 1970
Le style de la Monte Carlo de l'année modèle 1970 se distingue par sa calandre rectangulaire chromée ayant un motif de grille fine de 720 petits carrés avec deux séparateurs horizontaux, et en son centre, un emblème de crête chromé et rouge orné d'un casque corinthien (communément appelé comme la «crête du chevalier»”), une fine lance de capot sans ornement de capot vertical, des phares ronds avec des lunettes chromées arrondies (qui apparaissaient sur un prototype de proposition avant la Chevelle de 1970 qui a été rejetée pour la conception des 4 phares), les feux de stationnement circulaire sont insérés dans le pare-chocs avant directement sous les phares et les feux arrière avec garniture chromée autour du périmètre de l'objectif, uniquement.

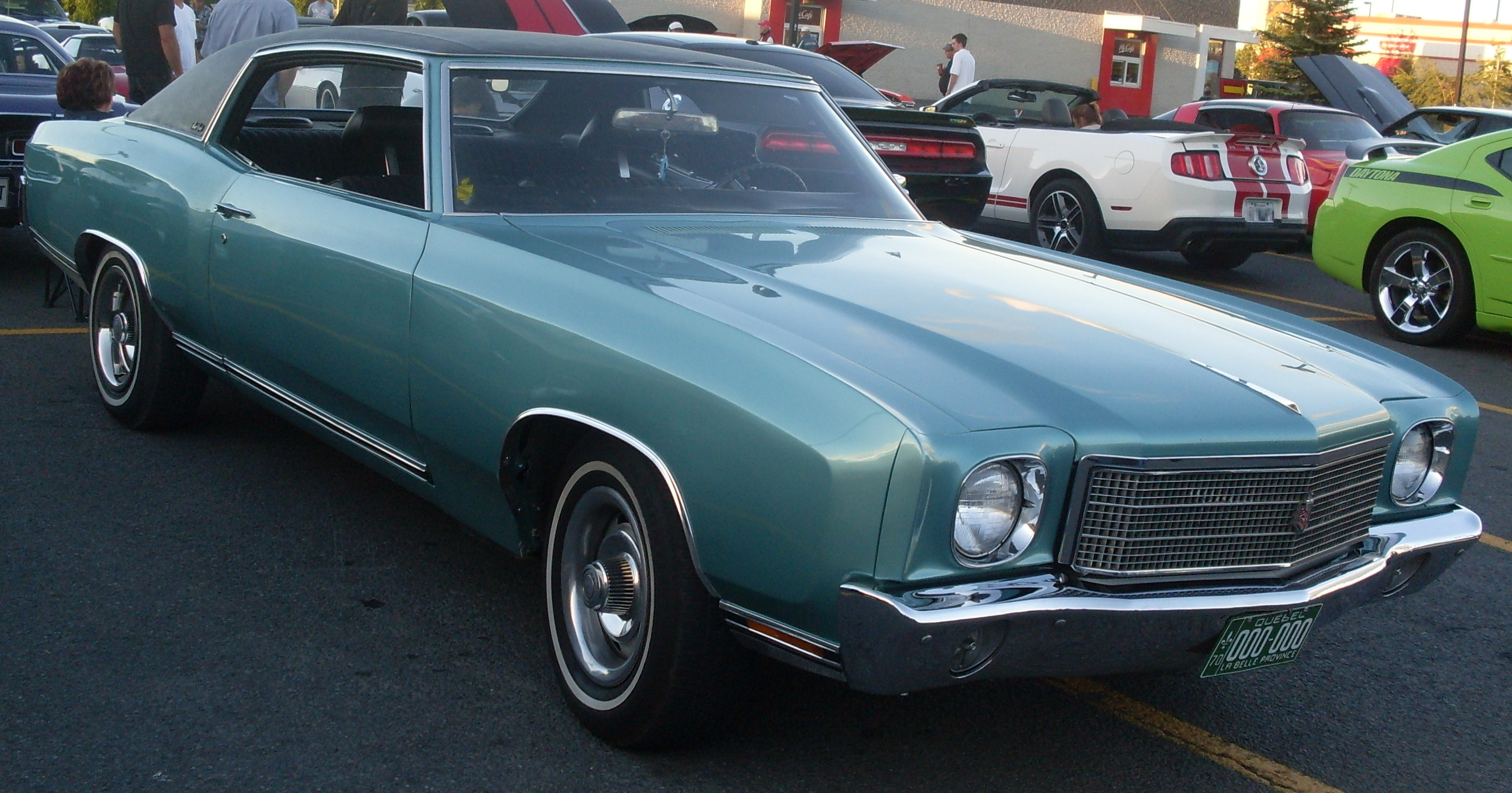
Chevrolet Monte Carlo de 1970

Le groupe motopropulseur standard était le V8 petit bloc de 5,7 L de Chevrolet avec un carburateur à deux corps, d'une puissance nominale de 253 ch (186 kW) (brut) à 4 500 tr/min et de 468 N m de couple à 2 800 tr/min, couplé à une transmission manuelle Synchro-Mesh à 3 vitesses montée sur colonne. Les freins à disque avant étaient de série. Le tableau de bord était essentiellement identique à celui de la Chevelle, sauf pour les faux boiseries, selon Holls, une reproduction photographique de la garniture en orme utilisée par Rolls-Royce, et des tissus d'ameublement en nylon (ou vinyle) de qualité supérieure et des tapis à torsion profonde ont été utilisés. Au prix de base de 3 123 $ US, la Monte Carlo coûte 218 $ de plus qu'une Chevelle Malibu comparable.
Diverses options étaient disponibles. Une transmission automatique Powerglide à deux vitesses (sur les moteurs 350 uniquement), un Turbo-Hydramatic à trois vitesses ou une manuelle à quatre vitesses; la plupart des Monte Carlo ont été construits avec le Turbo-Hydramatic. Une direction assistée à rapport variable, des vitres électriques, la climatisation, des sièges électriques, des roues "rallye", des sièges baquets, une console centrale, une instrumentation complète et d'autres accessoires étaient également disponibles, portant le prix d'une Monte Carlo entièrement équipé à plus de 5 000 $.
Les moteurs en option comprenaient le petit bloc moteur V8 Turbo-Fire 350 à quatre corps, développant 304 ch (224 kW) à 4 800 tr/min et 515 N m à 3 200 tr/min, le Turbo-Fire 400 (6,5 L) avec un carburateur à deux corps, évalué à 269 ch (198 kW) à 4 800 tr/min et 542 N m à 3 800 tr/min, et le Turbo-Jet 400 (6,6 L) avec un carburateur à quatre corps, puissance nominale de 335 ch (246 kW) à 4 800 tr/min et 555 N m à 3 200 tr/min. Notez que les deux V8 400 Chevrolet proposés cette année étaient en fait deux modèles différents. Le Turbo-Fire 400 double corps était un moteur V8 Chevrolet à petit bloc, similaire, mais différent en interne, au 350, tandis que le Turbo-Jet 400 était une version légèrement agrandie du V8 gros bloc 396.
L'option la plus sportive et la plus puissante était la finition Monte Carlo SS 454. Au prix de 420 $, elle comprenait un Turbo-Jet 454 standard de 7,4 L avec un carburateur à quatre corps, évalué à 365 ch (269 kW) à 4 800 tr/min. Elle comprenait également une suspension renforcée, des pneus plus larges, un écusson "SS 454" et une suspension arrière à nivellement automatique de la charge. La boîte automatique à trois vitesses Turbo Hydra-Matic était la seule transmission disponible pour cette finition. L'essieu arrière était livré en standard avec un rapport de 3,06, aussi disponible avec des rapports de 2,56 et 3,31, disponibles pour 222 $ (237 €) de plus. Les SS 454 n'étaient pas populaires avec 3 823 unités construites pour l'année.
Une grève de main-d'œuvre à l'usine de montage de Chevrolet à Flint, dans le Michigan (où la majeure partie de la production de Monte-Carlo était prévue) au cours des premiers mois de l'année modèle 1970, immédiatement après l'introduction de la voiture le 18 septembre 1969, a limité les ventes globales de l'année modèle à 159 341; en deçà des 185 000 prévus. Au cours de ces premiers mois, les Monte Carlo étaient en pénurie, la production à grande échelle n'ayant eu lieu qu'en février 1970, laissant de nombreux acheteurs potentiels déçus après être allé chez leurs concessionnaires Chevrolet et n'avoir trouvé aucune Monte Carlos en stock. Une fois la production complète commencée, les Monte Carlo se sont bien vendus et souvent au prix catalogue (généralement commandé avec de nombreuses options à coût supplémentaire), ce qui en fait un modèle rentable pour Chevrolet et ses réseaux de concessionnaires.
"Popular Mechanics" a rapporté que 82 % des lecteurs qui ont acheté une Monte Carlo en ont prise une seulement pour le style, mais 10,1 % des lecteurs n'aimaient pas la quantité d'espace pour les jambes à l'arrière.

### 1971
Le modèle de 1971 a vu des changements de style mineurs, principalement cosmétiques. Les lunettes des phares étaient plutôt en forme de cercle avec des feux de stationnement avant rectangulaires. La calandre n'avait pas de séparateur horizontal et les ouvertures étaient de forme rectangulaire. La pointe du capot comprenait un ornement vertical avec une inscription manuscrite «Chevrolet». L'emblème de la calandre portait l'année "1971" en chiffres romains. Le trou de serrure de la serrure du coffre était entouré de la crête de Monte Carlo. Les feux arrière avaient maintenant deux bandes chromées horizontales et une verticale. À l'intérieur, le modèle SS a obtenu de nouveaux "boutons symbole européen", et un volant à quatre branches est devenu facultatif. Les radios stéréo AM/FM avec lecteurs de bande à 8 pistes étaient également en option. Mécaniquement, elle est restée pratiquement inchangée, bien que le moteur à deux corps Turbo-Fire 400 à petit bloc ait été abandonné. D'autres moteurs avaient des taux de compression abaissés pour permettre l'utilisation d'essence ordinaire au plomb, à faible teneur en plomb ou sans plomb, selon un décret d'entreprise de GM. La puissance nominale du moteur est tombée à 248 ch (183 kW) pour le Turbo-Fire 350 (5,7 L) de base à deux corps, 274 ch (201 kW) pour le Turbo-Fire 350-4V et 304 ch (224 kW) pour le Turbo-Jet 400. Le moteur SS 454 a en fait été porté à 370 ch bruts nominaux (272 kW) malgré la réduction du taux de compression. Cette augmentation de la puissance est le résultat du fait que le moteur 454 utilise l'arbre à cames le plus agressif de 395 ch (291 kW) des 454 utilisés dans la Chevrolet Corvette de 1970 et les berlines full-size.
Chevrolet indiqué les chiffres de puissance nette et brute en 1971 avec le changement imminent des cotes nettes de puissance en 1972. Les notes se comparent comme suit:
| Moteur            | Carburateur | Puissance brute | Puissance nette |
| ----------------- | ----------- | --------------- | --------------- |
| Turbo-Fire V8 350 | 2 corps     | 248 ch (183 kW) | 167 ch (123 kW) |
| Turbo-Fire V8 350 | 4 corps     | 274 ch (201 kW) | 177 ch (130 kW) |
| Turbo-Jet V8 400  | 4 corps     | 304 ch (224 kW) | 264 ch (194 kW) |
| Turbo-Jet V8 454  | 4 corps     | 370 ch (272 kW) | 289 ch (213 kW) |

La finition SS 454 serait abandonné après cette année à la suite de la production de 1 919 unités, mais le moteur V8 454 resterait facultatif aux Monte Carlo jusqu'en 1975. La raison invoquée pour l'arrêt de la SS était que la Monte Carlo était commercialisée comme un véhicule de luxe au lieu d'une muscle car. La plaque signalétique SS serait ressuscitée 12 ans plus tard. Pourtant, en même temps que la Monte Carlo SS était considérée comme un échec sur le marché et abandonnée, la réputation du modèle en tant que voiture de performance sur la piste de course gagnait en force parce que Ford et Chrysler mettaient fin à leur soutien à la course soutenu par l'usine en raison de la baisse les ventes de muscle car et la nécessité de détourner des dollars pour respecter les réglementations fédérales en matière de sécurité et d'émissions (la politique officielle de General Motors avait interdit les efforts de course d'usine depuis 1963). Alors que le soutien de l'usine se terminait chez Ford et Chrysler, les courses de stock-car sont passées à des équipes et des sponsors indépendants, qui ont massivement choisi Chevrolet plutôt que les produits Ford et Chrysler en raison de la disponibilité et de l'accessibilité beaucoup plus grandes de Chevrolet des pièces de course en vente libre via le réseau de revendeurs Chevrolet. La Monte Carlo était considéré comme le modèle Chevrolet le mieux adapté pour les courses de stock car par la plupart des équipes NASCAR en raison de son empattement de 2 900 mm (à seulement 25 mm au-dessus des exigences minimales de la NASCAR à l'époque, les Chevelle 2 portes avaient un empattement plus court de 2 845 mm et la conception à long capot qui placé le moteur plus en arrière dans le châssis que la plupart des autres véhicules pour une meilleure répartition du poids. Ainsi, la Monte Carlo est devenu le porte-étendard de Chevrolet pour la NASCAR de 1971 à 1989.
La production de la Monte-Carlo de 1971 a démarré lentement en raison d'un débrayage de 67 jours à l'échelle de l'entreprise (grève du travail) qui a coïncidé avec l'introduction des modèles de 1971 en septembre 1970. Cela n'a laissé aux concessionnaires qu'une petite cargaison de modèles de 1971 (construits avant la grève) en stock jusqu'à ce que la grève soit réglée à la mi-novembre 1970, puis a ralenti pour atteindre des niveaux de production normaux jusqu'au 1er janvier 1971 environ. La production de l'année modèle s'est terminée à 128 600, y compris les 1 919 modèles SS.
Au total, 12 Monte Carlo de 1971 ont été expédiés en Australie en 1971 et convertis en conduite à droite, 4 d'entre eux étaient des modèles SS des 1919 produits[réf. nécessaire].

### 1972

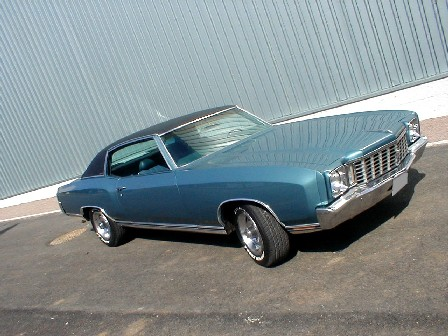
Un modèle du millésime 1972 avec toit vinyle.

Une calandre en forme d'oeuf de type Cadillac semblable a la Chevrolet Caprice de 1971, des feux de stationnement avant rectangulaires déplacés vers les bords gauche et droit de la calandre, une pointe de capot plus large sans ornement vertical et une moulure arrière en métal soulignant les changements de la Monte Carlo de 1972, dernière année pour le design de première génération. La SS a été abandonnée, mais une nouvelle finition Monte Carlo Custom est apparue comme une offre d'un an seulement qui comprenait une suspension spéciale et d'autres éléments précédemment inclus avec la finition SS. Contrairement à la finition SS parti, elle était disponible avec n'importe quel moteur de la liste. Le badge Monte Carlo Custom était similaire à l'Impala Custom.
Les moteurs sont restés pratiquement inchangés, mais un passage à l'échelle de l'industrie aux chiffres de puissance nette a entraîné une réduction de la puissance nominale de tous les moteurs Chevrolet. Chevrolet n'a pas indiqué les chiffres de puissance brute pour 1972. Par rapport aux chiffres de 1971, seuls les 402 et 454 avaient une baisse de puissance. Les nouvelles notes pour l Monte Carlo étaient:
- 350 (5.7 L), deux corps : 167 ch (123 kW)
- 350 (5.7 L), quatre corps : 177 ch (130 kW)
- 402 (6.6 L), quatre corps : 243 ch (179 kW)
- 454 (7.4 L), quatre corps : 274 ch (201 kw)

En Californie, où les normes d'émissions étaient plus strictes que la loi fédérale, le 350 quatre corps était le moteur standard et le seul disponible. De plus, la seule transmission offerte en Californie était le Turbo Hydramatic.

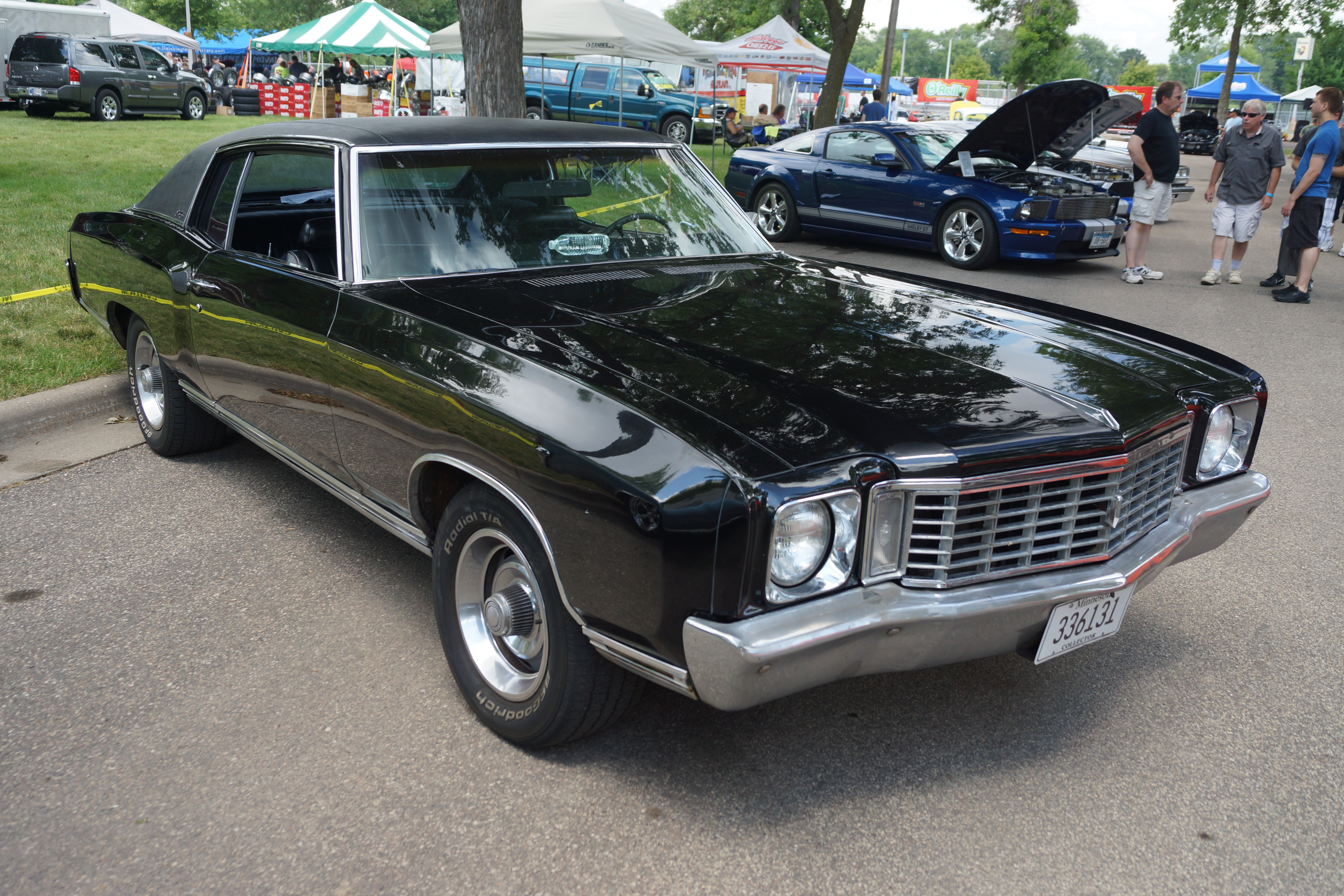
Chevrolet Monte Carlo de 1972

Pour 1972, la transmission manuelle à quatre vitesses a été supprimée de la liste des options car une ligne de la brochure de la Monte Carlo décrivant sa position sur le marché en tant que voiture de luxe personnelle et déclaré: «Désolé, pas de quatre vitesses au sol». Les transmissions manuelles à trois vitesses de série et les transmissions automatiques Powerglide à deux vitesses en option n'étaient offertes qu'avec le moteur 350 à deux corps de base, le Turbo Hydramatic à trois vitesses étant également disponible avec ce moteur et une option obligatoire avec chacun des autres moteurs en option.
Sur le plan mécanique, le changement le plus important a été que la direction assistée à rapport variable est devenue pour la première fois un équipement standard.
La garniture intérieure est restée relativement inchangée par rapport à 1971, à l'exception de la disponibilité de la sellerie tout en vinyle avec la banquette standard en plus des sièges baquets Strato en option. Des intérieurs en tissu étaient également proposés avec des banquettes et des sièges baquets. La production de l'année modèle 1972 est passée à 180 819 pour établir un nouveau record la dernière année de la première génération de carrosserie A. La Monte Carlo et d'autres modèles Chevrolet ont été promus dans le cadre d'une nouvelle campagne publicitaire dans laquelle des Chevrolet sous forme d'annonces imprimées et diffusées a été présentée dans diverses attractions touristiques et sites aux États-Unis sous le slogan "Chevrolet: Construire une meilleure façon de voir les États-Unis".

## Deuxième génération (1973-1977)

### 1973
Une Monte Carlo redessiné a été présenté aux côtés d'autres intermédiaires de GM. Comme d'autres voitures de taille moyenne de GM, la Monte Carlo de 1973 n'était plus un toit rigide, mais un coupé à colonnes avec des fenêtres d'opéra latérales arrière et une vitre de porte sans cadre. Les caractéristiques de style importantes comprenaient une calandre en forme d'œuf avec un emblème Monte Carlo à l'avant et des feux arrière verticaux au-dessus du pare-chocs. Le pare-chocs avant était un grand pare-chocs mandaté par le gouvernement fédéral de 8,0 km/h qui faisait partie des normes de sécurité fédérales de 1973 exigées pour toutes les voitures de tourisme vendues aux États-Unis avec l'exigence des 8,0 km/h étendue aux pare-chocs arrière sur les modèles de 1974. Autre nouveauté: un toit à double coque pour une meilleure réduction du bruit et une meilleure protection contre le retournement, ainsi que des poignées de porte extérieures à tirette encastrées introduites pour la première fois sur la Camaro de 1970½ et les Chevrolet full-size et Vega de 1971.
La construction séparée de la carrosserie sur le châssis a été conservée pour 1973, tout comme la suspension de base à ressorts hélicoïdaux. Pour une conduite et une maniabilité améliorées, la Monte Carlo de 1973 présentait un certain nombre d'innovations (pour une grande voiture américaine) telles que des pneus à carcasse radiale standard, des amortisseurs Pliacell, une direction à roulettes hautes et des barres anti-roulis avant et arrière (précédemment offertes uniquement avec la finition SS). La Monte Carlo standard avec transmission manuelle, a conservé la direction et les pneus diagonaux «traditionnels», mais le système à réglage radial a été inclus lors de la commande de la transmission automatique, ce qui lui a valu le label Monte Carlo S.

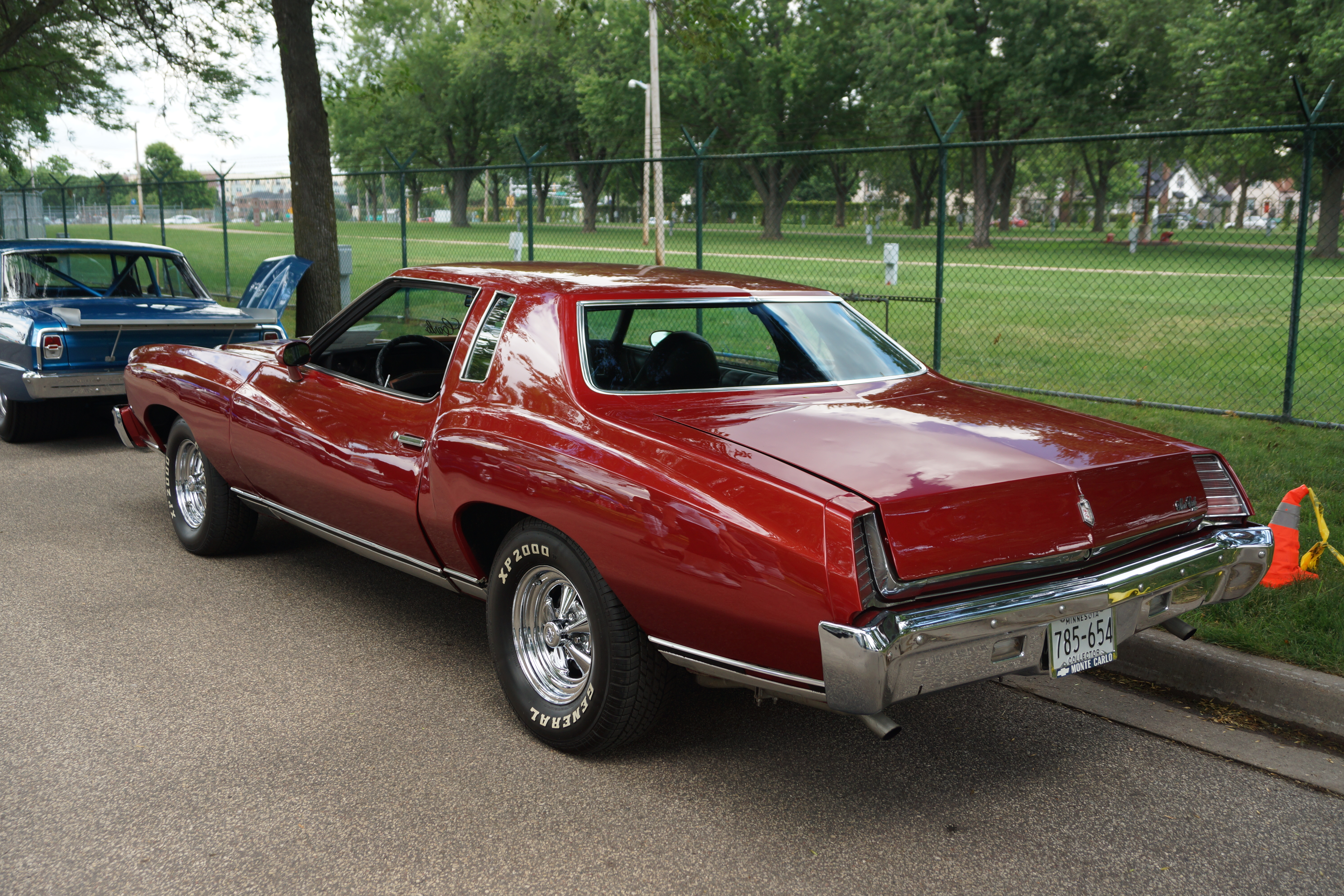
Chevrolet Monte Carlo de 1973, arrière

Un nouveau modèle pour 1973 était la Monte Carlo Landau, qui était essentiellement une "S" avec un toit en vinyle Landau arrière, des roues Turbine II ainsi que des rétroviseurs sport côté conducteur et passager. L'intérieur de la Monte Carlo de 1973 comportait un tout nouveau tableau de bord de style cockpit enveloppant, similaire à ceux de certaines Pontiac, Oldsmobile et Buick contemporaines, dans lequel les jauges et divers instruments étaient centrés à portée de main du conducteur. La garniture simulée en loupe d'orme a été conservée. Une banquette divisée était standard, mais les sièges "Strato Bucket" d'un nouveau design étaient optionnels, ainsi qu'une console au sol avec un levier de vitesses tout aussi nouveau avec bouton similaire au levier de vitesses Rally Sports de Pontiac remplaçant le levier de fer à cheval de type Buick des années précédentes et un compartiment de rangement. Les sièges baquets étaient de conception monobloc à dossier haut avec appuie-tête intégrés et pouvaient pivoter à presque 90 degrés pour permettre au conducteur et au passager avant d'entrer et de sortir plus facilement. Des garnitures en tissu et en vinyle étaient proposées avec la banquette et les sièges baquets.
Le moteur standard était un V8 Turbo-Fire 350 de 147 ch (nette) (108 kW). Les moteurs en option comprenaient un V8 350 de 177 ch (net) (130 kW) avec un carburateur à quatre corps et un V8 Turbo-Jet 454 à quatre corps avec une puissance nominale de 248 ch (nette) (183 kW).
La Monte Carlo de 1973 a été nommé «Voiture de l'année» par Motor Trend sur la base de son nouveau style et de l'accent mis sur la conduite et la maniabilité de style européen. La Monte Carlo de 1973 a établi un nouveau record de ventes pour Chevrolet, avec près de 250 000 vendus pour l'année modèle. Le succès de la Monte Carlo similaire à la Grand Prix de Pontiac a conduit à plusieurs nouvelles voitures de luxe personnelles concurrentes, y compris la Mercury Cougar, la Ford Gran Torino Elite, la Chrysler Cordoba et la Dodge Charger restylée ainsi que des versions haut de gamme de l'AMC Matador qui a introduit un nouveau design de coupé pour 1974.

### 1974
La Monte Carlo de 1974 a reçu des modifications mineures dans les détails par rapport à sa prédécesseure de 1973, notamment une calandre révisée en caisse à œufs à l'avant, des feux arrière encastrés (qui ne sont plus encastrés avec des barres chromées horizontales), un couvercle de coffre plus court qui abritait la plaque d'immatriculation déplacée et le mécanisme de verrouillage du coffre. En 1973, le verrou de coffre se trouvait sous le coffre et au-dessus du pare-chocs arrière dans un espace qui n'existait plus sur le modèle de 1974. Un pare-chocs arrière plus grand de 8 km/h a été ajouté, et à l'intérieur, les vides-poches des portes conducteur et passager n'étaient plus disponibles.
La Monte Carlo de base avec transmission manuelle, suspension standard et pneus à plis diagonaux a été abandonné, ne laissant que les modèles "S" et "Landau" équipés de pneus à plis radiaux et de suspensions améliorées ainsi que la direction assistée et les freins à disque avant de série.
Une transmission manuelle à trois vitesses a été répertoriée comme équipement standard sur les modèles "S" et "Landau" de 1974 équipés du V8 350 standard, et une transmission automatique était une option requise avec les V8 400 et 454 plus grands. Cependant, un certain nombre de sources indiquent que Chevrolet a construit la quasi-totalité des Monte Carlo de 1974 avec la transmission Turbo Hydra-Matic.
Le V8 Turbo-Fire 350 standard était à nouveau évalué à 147 ch (108 kW) avec un carburateur à deux corps dans 49 États. Pour les Californiens, le moteur standard était un V8 Turbo-Fire 350 avec un carburateur à quatre corps évalué à 163 ch (120 kW) qui n'était pas offert dans les 49 autres États. Réapparaissant sur la liste d'options de la Monte Carlo pour la première fois depuis 1970, un V8 petit bloc Turbo-Fire 400 de 152 ch (112 kW) avec un carburateur à deux corps (non offert en Californie) ou de 182 ch (134 kW) avec un carburateur à quatre corps. Le moteur le plus performant était à nouveau le V8 gros bloc Turbo-Jet 454 d'une puissance de 248 ch (183 kW).
Malgré l'embargo sur le pétrole arabe de la fin de 1973 et du début de 1974 qui a considérablement réduit les ventes de voitures standard et de taille intermédiaire en faveur de petits compacts et de sous-compacts importés, la Monte Carlo est allée dans l'autre sens dans les tableaux de vente en établissant un nouveau record de vente cette année de plus de 300 000 unités malgré les longues files d'attente dans les stations-service et les prix record de l'essence. La Monte Carlo a continué de dominer les ventes de voitures de luxe personnelles intermédiaires, la Grand Prix se classant deuxième et l'arrivée de nouvelles concurrentes cette année, notamment une Mercury Cougar surdimensionné, une Ford Gran Torino Elite et un coupé Matador d'AMC. Chrysler présenterait ses entrées dans ce domaine pour 1975, y compris la Chrysler Cordoba et la Dodge Charger redessinée.
Dimensions intérieures
|                                  | Dimensions |
| -------------------------------- | ---------- |
| Hauteur sous plafond à l'avant   | 953 mm     |
| Hauteur sous plafond à l'arrière | 950 mm     |
| Places aux jambes à l'avant      | 1 069 mm   |
| Places aux jambes à l'arrière    | 836 mm     |

### 1975

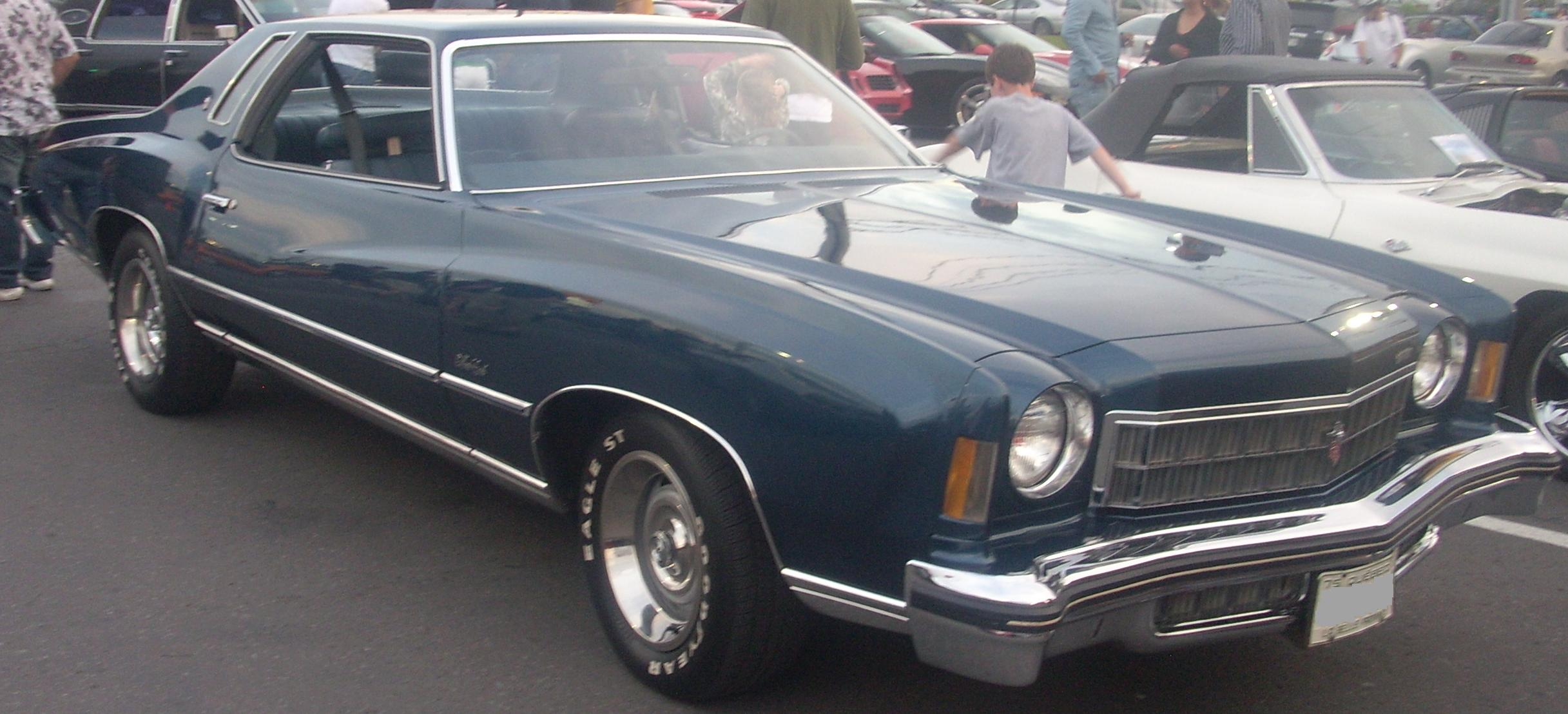
Chevrolet Monte Carlo de 1975

La Monte Carlo de 1975 n'a reçu que des changements de style mineurs par rapport au modèle de 1974, y compris une nouvelle calandre avec l'emblème de la Monte Carlo déplacé vers la section centrale et de nouveaux feux arrière de forme verticale avec des persiennes horizontales. Tous les modèles ont reçu des convertisseurs catalytiques pour répondre aux exigences fédérales et californiennes en matière d'émissions, y compris des bonus tels qu'une économie de carburant et une maniabilité améliorées, ainsi qu'une durée de vie de la bougie d'allumage et du silencieux plus longue, mais nécessitaient une essence sans plomb et à faible indice d'octane.
Les moteurs ont été reportés de 1974, à l'exception de l'ajout de l'allumage électronique haute énergie de GM, qui est devenu un équipement standard. Cependant, la puissance nominale de tous les moteurs a été réduite en raison de l'ajout du convertisseur catalytique. Le V8 454 n'est plus offert sur les voitures californiennes, laissant le 400 à quatre corps être le meilleur moteur du Golden State. Le 350 de base à deux corps était évalué à 147 ch (108 kW) (standard dans 49 États), le 350 à 4 corps était évalué à 157 ch (116 kW) (disponible uniquement en Californie), le 400 4 corps à 177 ch (130 kW), et le 454 4 corps à 218 ch (160 kW) (désormais équipé d'un échappement simple ou double échappement en option). Une transmission manuelle à trois vitesses était un équipement standard avec le V8 350 de base utilisé dans 49 États et le V8 350 quatre corps en Californie seulement. Le Turbo Hydra-Matic en option et une option requise pour les V8 400 et 454. Des sources de Chevrolet signalent cependant que pratiquement toutes les Monte Carlo de 1975 étaient équipés de la transmission Turbo Hydra-Matic, qui est devenue un équipement standard pour 1976.
Une nouveauté pour 1975 était une option intérieure Custom qui comprenait une banquette 50/50 en tissu plus rembourré avec inclinaison côté passager et moquette de panneau de porte inférieur. L'intérieur standard consistait toujours en une banquette avec tissu en tricot et un revêtement en vinyle ou tout en vinyle. Les sièges baquets Strato pivotants ainsi que la console et le levier de vitesses au sol étaient toujours en option avec un tissu en tricot ou un revêtement en vinyle. De plus, des intérieurs entièrement en vinyle blanc étaient disponibles pour la première fois cette année avec des banquettes ou des sièges baquets avec des couleurs contrastées pour la moquette et le tableau de bord, notamment le noir, le rouge, le bleu et le vert. Une jauge qui montre si l'on utilise trop de gaz, une partie de l'ensemble de jauge "Economider", est devenue facultative.
Les ventes ont légèrement diminué par rapport au rythme record de 1974 en raison de la hausse des prix résultant de l'ajout du convertisseur catalytique, de l'inflation à deux chiffres et de la nouvelle concurrence de la Cordoba et de la Charger SE de Chrysler. La production de Monte Carlo s'est élevée à environ 250 000 unités mais a rebondi pour établir un nouveau record en 1976.

### 1976

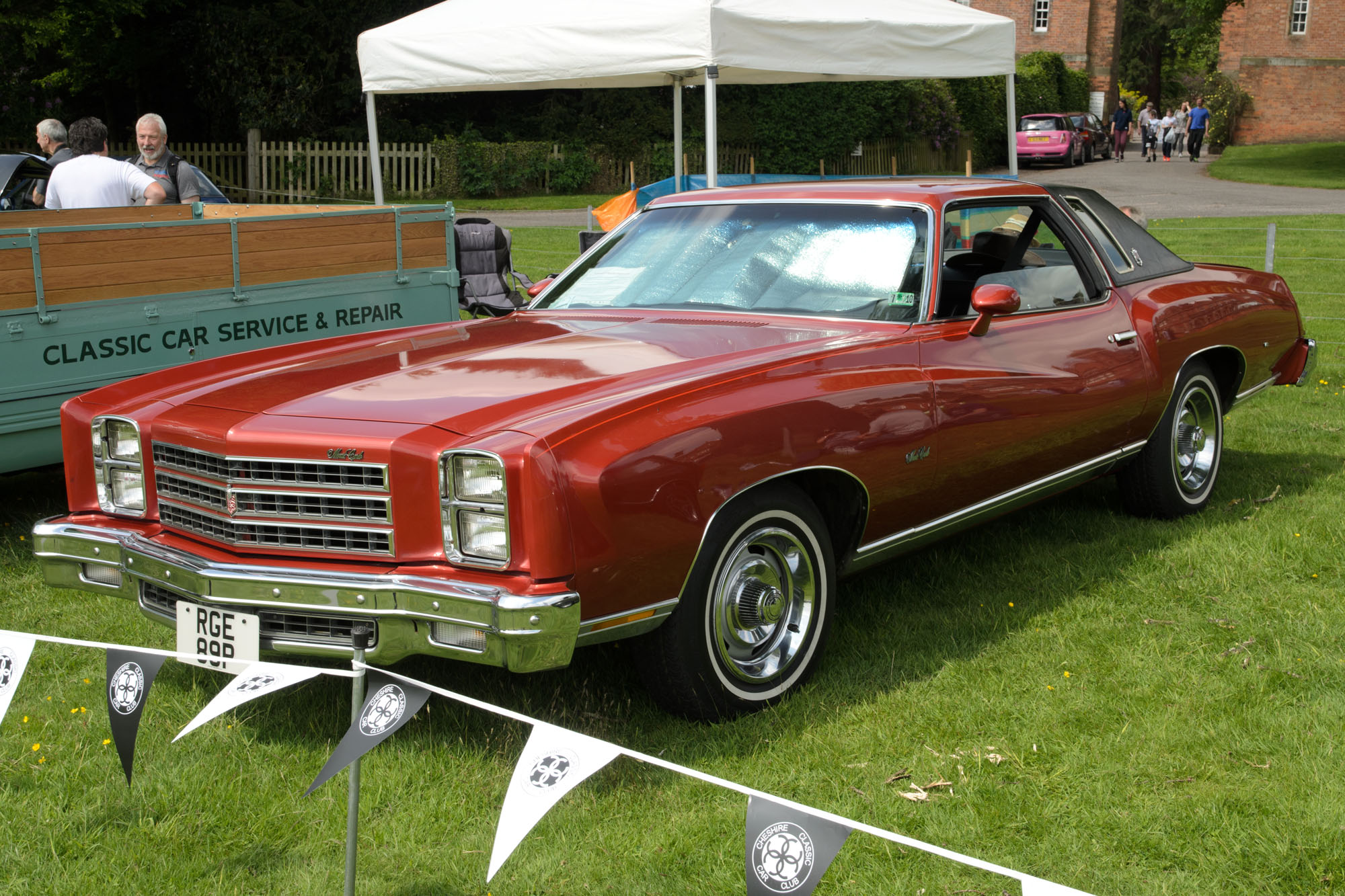
Chevrolet Monte Carlo de 1976

Une nouvelle calandre croisée et des phares rectangulaires montés verticalement, ainsi que des feux arrière remodelés identifié la Monte Carlo de 1976 (le modèle de feu arrière remodelé a ensuite été intégré à la Monte Carlo de quatrième génération). Sous le capot, un nouveau V8 305 de 142 ch (104 kW) à 2 corps est devenu le moteur standard avec le V8 350 de 147 ch (108 kW) à 2 corps et le 400 de 177 ch (130 kW) à la fois en option. Les voitures californiennes ont obtenu un moteur 350 4 corps de 167 ch (123 kW) comme moteur de base (non disponible dans 49 États) et pouvaient être équipées du V8 400 à 4 corps. Le V8 gros bloc 454 a été retiré de la liste des options cette année. La transmission Turbo Hydramatic est devenue un équipement standard sur toutes les Monte Carlo de 1976.
Les garnitures intérieures sont restées les mêmes qu'en 1975 avec les niveaux de base et personnalisé, mais le tableau de bord et le volant comportaient une nouvelle garniture en bois de rose remplaçant l'orme burled des années précédentes. Une nouvelle option était une combinaison de peinture bicolore "Fashion Tone". Les ventes de Monte Carlo ont atteint un record historique avec 353 272 unités cette année. 191 370 Coupe «S» ont été effectuées. 161 902 Coupe Landau qui étaient à 293 $ de plus.

### 1977
Une calandre révisée avec des segments plus petits avec l'emblème de la "crête du chevalier" de la Monte Carlo qui est passée à un ornement de capot vertical et des verres de feu arrière révisés ont marqué la Monte Carlo de 1977, qui était la dernière année pour le design vintage de 1973 avant l'introduction d'une Monte Carlo de 1978 réduite. L'offre de moteurs a été réduite à deux moteurs pour 1977. Le moteur de base pour 49 États était le V8 305 2 corps de 142 ch (104 kW) et le V8 350 4 corps de 172 ch (127 kW) était optionnel (standard en Californie). Le V8 de 6,5 L a été abandonné comme option de moteur. La transmission Turbo Hydra-matic faisait partie de l'équipement standard.
Les garnitures intérieures n'ont reçu que des révisions mineures cette année avec des choix de rembourrage comprenant du tissu, du velours et du vinyle dans les garnitures de base et personnalisées. Sièges pivotants et 8 rails en option. Cette année modèle marque la seule fois dans l'histoire où un modèle intermédiaire était plus grand dans toutes les dimensions qu'un modèle full-size, car les Chevrolet B-body, Chevrolet Caprice/Impala, avait déjà été repensée et réduite pour 1977. La Monte Carlo pesait également plus. En 1977, les ventes ont totalisé 224 327 coupés S et 186 711 coupés Landau.

## Troisième génération (1978-1980)
Toutes les voitures GM de taille intermédiaire, y compris la Monte Carlo, ont été réduites pour l'année modèle 1978 en réponse aux exigences de l'embargo du pétrole arabe de 1973 et du café. Le modèle de 1978 était plus léger de 318 à 363 kg et environ 381 mm plus court que le modèle de 1977. Le modèle de 1978 avait également plus d'espace intérieur et de coffre que le modèle précédent de 1977. Les moteurs proposés les années précédentes ont été abandonnés au profit d'un V6 231 standard construit par Buick ou d'un V8 Chevrolet 305 en option. La nouvelle moquette monopièce paroi contre paroi était standard. La transmission manuelle à trois vitesses est réapparue pour la première fois depuis plusieurs années en équipement de série sur le modèle de base avec le moteur V6, et l'automatique était en option. Le V8 est en option sur tous les modèles Landau qui sont livrés en standard avec la transmission automatique. Une transmission manuelle à quatre vitesses avec levier de vitesses au sol était optionnelle avec le V8 305, la première fois qu'une boîte manuelle à quatre vitesses était proposée sur la Monte Carlo depuis 1971.
Seules des modifications mineures de finition ont été apportées au Monte Carlo de 1979, qui comprenait une calandre redessinée, des détails de feux de stationnement révisés et de nouveaux feux arrière enveloppants. Les changements mécaniques ont inclus un nouveau V6 200 construit par Chevrolet comme moteur standard pour la Monte Carlo de base dans 49 États tandis que le V6 Buick 231 est resté standard sur les modèles de base en Californie et tous les modèles Landau. Un nouveau V8 267 de 127 ch (93 kW) est devenu optionnel et le V8 305 de 142 ch (104 kW) a continué en option, mais a été rejoint par une version de 162 ch (119 kW) 319 N m avec un carburateur à quatre corps. Les mêmes transmissions ont été reportées de 1978, y compris une boîte manuelle à trois vitesses standard et une boîte manuelle à quatre vitesses en option, ou une boîte automatique Turbo Hydramatic à trois vitesses en option. 1979 serait la dernière année où Chevrolet offrirait des transmissions manuelles sur la Monte Carlo en raison de l'intérêt extrêmement faible des acheteurs. Une Monte Carlo noir de 1979 a été utilisé par Michael Platt et William Matix lors de la fusillade du FBI à Miami en 1986. Une Monte Carlo de 1979 modifié en lowrider, a également été largement présenté dans le film Training Day de 2001. La voiture était conduite par le personnage principal, Detective Alonzo Harris, joué par l'acteur Denzel Washington.
Pour 1980, la voiture a reçu un léger style frontal, avec des quadruples phares et des clignotants montés en dessous. La transmission automatique métrique 200 à 3 vitesses est devenue standard sur tous les modèles et un nouveau V6 Chevrolet 229 avec carburateur Rochester à 2 corps a remplacé le V6 200 de 1979 et le moteur Buick offert sur tous les modèles de 1978 et la Landau de 1979 comme moteur standard dans 49 états (les voitures californiennes ont toujours le moteur Buick). Une nouvelle option pour 1980 était la version turbocompressée du V6 Buick 231 évaluée à 172 ch (127 kW). Les autres moteurs en option comprenaient les versions 267 et 305 du V8 à petit bloc de Chevrolet avec jusqu'à 157 ch (116 kW). Le dégagement à la tête à l'avant était de 955 mm, tandis que le dégagement à la tête à l'arrière était un peu plus grand, à 960 mm. Un ouvre-coffre électrique était toujours en option. Il y avait un total de 13 839 Monte Carlo turbo pour 1980. Une nouvelle option de roue de rallye de 14 pouces a été introduite avec 5 fentes (avec des extrémités carrées et un bord pointu) - partagée plus tard avec les carrosseries A/G Chevrolet/GMC suivantes, y compris le pick-up léger S10 de Chevrolet.

## Quatrième génération (1981-1988)

### 1981-1984
La carrosserie a été redessinée comme les autres coupés formelles GM de taille moyenne (Oldsmobile Cutlass Supreme, Pontiac Grand Prix, Buick Regal). Elle présente un profil plus lisse que les modèles précédents et de nouveaux feux arrière verticaux similaires aux modèles de 1973-1977. Les offres de moteurs ont été reportées, y compris le V6 Chevrolet 229 standard (V6 Buick 231 en Californie), un V8 267 en option (non disponible en Californie), un V8 305 dans les modèles de base et Landau, et un V6 Buick 231 turbocompressé de 172 ch (127 kW) dans la Monte Carlo Turbo. Il y avait un total de 3 027 Monte Carlo Turbo pour 1981. La Monte Carlo Turbo est apparue légèrement différente des autres Monte Carlo cette année-là car en plus du moteur turbo, elle était également équipée d'une petite écope sur le côté gauche du capot. Elle avait également des badges Turbo 3.8 avec un logo Chevrolet sur les côtés de l'écope de capot, sur le couvercle du coffre et sur le côté droit du tableau de bord. Une transmission automatique, une direction assistée et des freins à disque avant assistés étaient de série. Alors que cette voiture était considérée par certains comme beaucoup plus belle (et apparaissait plus aérodynamique) que ses cousines Buick Regal, Pontiac Grand Prix et Oldsmobile Cutlass, une seule équipe a essayé de faire un essai dans les courses de coupe NASCAR. Alors que la grande Monte Carlo était le style de carrosserie dominant à la fin des années 1970, remportant une trentaine de courses, la carrosserie réduite de 1981 ne prendrait que deux drapeaux à carreaux au cours des saisons 1981 et 1982 lors de sa course. Peu de révisions ont été apportées à la Monte Carlo de 1982. Tous les moteurs, à l'exception du V6 231 turbocompressé, qui a été abandonné avec le modèle Monte Carlo Turbo, ont été reportés de 1981. Les nouveautés de 1982 ont été les ajouts d'un V6 260 et d'un V8 Oldsmobile 350, tous deux des moteurs diesel. Avec l'introduction de la nouvelle plate-forme intermédiaire de GM qui a vu l'introduction des Buick Century, Chevrolet Celebrity, Oldsmobile Cutlass Ciera et Pontiac 6000, les désignations de châssis ont été changées. Les nouvelles voitures de taille moyenne ont été désignées comme des voitures A-body, tandis que les voitures précédemment désignées comme A-body étaient maintenant appelées G-Bodies. Un extérieur noir n'était pas proposé en 1982 et non disponible en 1982 pour la première fois dans l'histoire de la Monte Carlo était une option intérieure plus sportive avec des sièges baquets Strato et une console, car seuls le banc à hayon standard ou le banc 55/45 en option étaient proposés cette année. La répartition du poids était de 57 % à l'avant et 43 % à l'arrière.

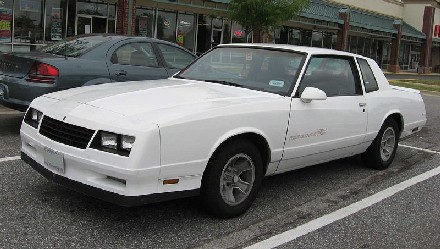
Ici, une Monte Carlo SS des années 1983-1986.

Ne recevant que des mises à jour mineures, la Monte Carlo de l'année modèle 1983 a gagné une calandre révisée et des motifs de garniture intérieure. Le moteur standard était toujours le V6 229 et le V8 305 de 167 ch (123 kW) en option. La finition Super Sport, Z65, a de nouveau été proposé en 1983. La Monte Carlo SS a été réintroduite en 1983, après douze ans d'abandon. La Monte Carlo SS comportait un code de couleur de carrosserie européen, un nouveau carénage avant, un aileron arrière et un V8. La production du modèle coupé de 1984 a totalisé 112 730 dont 24 050 supplémentaires avec l'option SS (avec un moteur V8 305 de 182 ch (134 kW) qui a vu une augmentation de 5 ch (3,7 kW) par rapport à l'année précédente). La Monte Carlo SS était disponible avec des sièges baquets Strato et une console au sol comme options supplémentaires pour la première fois à la place de la banquette divisée standard avec accoudoir (les baquets Strato sont également revenus en option sur la Monte ordinaire après deux ans d'absence). La Monte Carlo de base était livrée en standard avec un V6 229 de 127 ch (93 kW) (V6 231 pour la Californie) et un V8 305 de 167 ch (123 kW) était en option. Disponible pour la dernière année dans une Monte Carlo de base était le moteur 350 diesel, et il n'y en a eu que 168 de fabriquer. Tous les moteurs pour 1984 ont obtenu la transmission automatique à trois vitesses à l'exception de trois SS de la fin de production de 1984 qui ont reçu la transmission Turbo Hydramatic 200-4R avec surmultiplication. En 1984, il y avait un nombre limité de Monte Carlo SS fabriquées au Mexique, pour la vente mexicaine. Les différences sont nombreuses par rapport aux SS américaines/canadiennes. Il n'y avait pas de becquet arrière. Les roues étaient de style checker de 14 pouces, une option sur les Monte Carlo de base aux États-Unis. Les rétroviseurs latéraux sont d'un style différent et noir. L'intérieur provient d'une Grand Prix et est de couleur bleue. Le moteur était un V8 350, et la transmission était une manuelle à 4 vitesses avec un levier de vitesses Hurst Informations supplémentaires sur la SS mexicaine.

### 1985-1988
Pour 1985, les T-tops ont été réintroduits car ils ont été abandonnés après l'année modèle 1983, tandis que des couleurs SS supplémentaires (noir, marron et argent en plus du blanc), des rayures et des options ont été proposées pour la SS. La couleur bleu moyen ("gunmetal") (plus tard très recherchée) de la SS a été abandonnée. Une transmission automatique à surmultiplication à quatre vitesses, le Turbo Hydramatic 200-4R, avec un rapport arrière sport révisé avec un rapport de 3,73:1 est devenue la norme sur la SS. Les moteurs diesel V6 229 et V8 350 sont définitivement partis. A la place du V6 229, un V6 262 de 4,3 L (RPO LB4). Les V8 étaient équipés de carburateurs Quadrajet contrôlés par ordinateur.
La Chevrolet Monte Carlo de 1985, la voiture de luxe personnelle à traction arrière de Chevrolet, a obtenu plus de puissance, mais pour la première fois depuis 1981, aucun moteur diesel n'était proposé dans la Monte Carlo. Sur le modèle de base, le V6 Chevrolet de 3,8 L, auparavant standard, a cédé la place à un V6 de 4,3 L plus grand avec injection de carburant. Cela a apporté 20 ch (15 kW) supplémentaires, pour un nouveau total de 130. Le V8 de 5,0 L en option a également gagné en puissance, grâce à une augmentation du taux de compression. Il est passé de 152 ch (112 kW) à 167 ch (123 kW). Le V8 5,0 L à haut rendement de la Chevrolet Monte Carlo SS de 1985 est resté à 182 ch (134 kW). Les freins à disque avant de 10,5 pouces étaient de série. La climatisation était à 730 $. Le V6 et le V8 de base pouvaient être soutenus par une transmission automatique à trois ou quatre vitesses, mais le V8 à H.R. de la SS n'est venu qu'avec l'automatique à quatre vitesses cette année. Bien que le coupé de base ait continué visuellement inchangé, pour la SS c'était une autre histoire. Auparavant offert uniquement en blanc ou bleu foncé métallisé, les choix de couleurs ont été élargis pour inclure l'argent, le marron et le noir. Les "panneaux de toit en verre amovibles" (T-tops) sont venus à bord comme une option de mi-année. Près de 120 000 Monte Carlo ont trouvée des acheteurs désireux en 1985. Bien que le total ait quelque peu baissé par rapport à 1984, le modèle SS a vu ses ventes grimper de 24 050 à 35 484, signe certain que la performance faisait son retour. La Monte Carlo SS de 1985 est également livrée avec une barre stabilisatrice de 35 millimètres qui ajouté un support supplémentaire à l'arrière haute performance.
Pour 1986, quatre styles de carrosserie distincts étaient disponibles. Le modèle de base Sport Coupe était toujours disponible avec les mêmes panneaux de carrosserie générale qu'elle avait depuis 1981, mais comportait de nouveaux rétroviseurs latéraux "aéro" similaires à ceux des Chevrolet Camaro et Corvette des années 1980. Une nouveauté pour l'année modèle 1986 était un modèle Luxury Sport qui avait un carénage avant révisé, de nouveaux rétroviseurs latéraux "aéro" et un carénage arrière élégant et mis à jour. Le carénage avant de la LS comprenait des phares "Euro" avec ampoules amovibles dans un boîtier de phare en composite de verre, par rapport aux phares en verre à faisceau scellé plus petits des années précédentes. Le pare-chocs arrière de la LS n'avait plus d '"encoche" entre le pare-chocs et le coffre, et les feux arrière s'enroulaient de manière à être visibles sur les côtés de la voiture. Le modèle Super Sport pour 1986 incorporait les rétroviseurs "aéro", mais utilisait toujours le style de l'année précédente pour le pare-chocs arrière. Autre nouveauté cette année, le modèle Aerocoupe. L'Aerocoupe a été créée par des modifications apportées à la carrosserie de la Super Sport, notamment une lunette arrière à pente plus profonde et un couvercle de coffre plus court arborant un becquet plus plat que les Super Sport précédentes. Seuls 200 Aerocoupe ont été vendus au public, ce qui était le nombre officiels exact requis par la NASCAR pour que les caractéristiques du modèle de route soient intégrées dans les voitures de course Registre et informations de la Monte Carlo SS Aerocoupe de 1986.
En 1987, Chevrolet a éliminé la version Sport Coupe de la Monte Carlo, laissant les LS, SS et Aerocoupe. La Super Sport a incorporé le pare-chocs arrière et les feux arrière "lissés" introduits pour la première fois sur la Luxury Sport de 1986 et au milieu de l'année de production a introduit le becquet "allongé". L'Aerocoupe représentait 6 052 des 39 251 Super Sport produites au total cette année-là. 39 794 Luxury Sport ont été produites en 1987. 1988 était la dernière année pour la quatrième génération de Monte Carlo. Les modèles de 1988 ont été construites fin 1987, avec seulement 16 204 SS fabriqués pour un prix demandé de 19 320 $ US. L'aspect et la mécanique étaient similaires au modèle de 1987. Le modèle de 1988 n'est venu qu'avec le becquet de style couché, contrairement au modèle de 1987, qui était livré avec le becquet de type couché ou debout. L'Aerocoupe n'est pas revenue, car Chevrolet avait dévoilé ses plans pour produire la Lumina et faire la course avec ce style de carrosserie en NASCAR. Le nouveau style de carrosserie Lumina était beaucoup plus aérodynamique et supprimait le besoin d'une version "plus élégante" de la Monte Carlo SS. Le coupé Lumina a été présenté comme un modèle de 1990 pour remplacer la Monte Carlo. La production totale pour la dernière année de la Monte Carlo à propulsion arrière était de 30 174, soit près de la moitié des chiffres de 1987. La dernière G-body Monte Carlo - un coupé SS argenté - a été produit le 12 décembre 1987, qui a quitté l'usine d'assemblage GM Arlington. La production totale de SS pour 1988 était de 16 204.

## Cinquième génération (1995-1999)
Pour l'année modèle 1995, la Lumina de taille moyenne a été divisée en deux modèles, la berline continuant comme Lumina et le coupé faisant revivre la plaque signalétique Monte Carlo pour sa cinquième génération. La nouvelle voiture roulait sur un châssis à carrosserie W mis à jour partagé avec la Lumina, la Pontiac Grand Prix, Oldsmobile Cutlass Supreme, Oldsmobile Intrigue, Buick Century et Buick Regal, et de par sa nature était la première Monte Carlo à traction avant. Pour 1995, la LS était de 16 770 $ et la Z34 de 18 970 $. Toutes les Monte Carlo de 1995-1999 ont été construites à Oshawa, Ontario, Canada du 14 février 1994 à septembre 1999. Contrairement aux Monte Carlo des années précédentes, les renflements distinctifs des ailes avant et des panneaux de quart arrière ont disparu. Une série spéciale de 400 Z34 de 1995 a été réalisée sous le nom de Monte Carlo Brickyard 400 Pace Car. La finition de 2 195 $ comprenait des ornements intérieurs, des sièges en cuir brodé 45/55 avec une console au plancher complète, un aileron aéro et un ensemble de bandes décoratives.
Tout au long de ces cinq années modèles, la Monte Carlo était disponible en deux versions, la LS et la Z34. Les apparences étaient largement identiques entre les deux modèles. Les changements de style consistaient principalement en l'insigne spécial de couleur rouge, un barrage inférieur d'air avant et des garnitures noircies sur la Z34, la vraie différence étant sous le capot. Les modèles LS étaient propulsés par le V6 3100 de 3,1 L développant 162 ch (119 kW) à 5 200 tr/min et 251 N m tandis que les Z34 comportaient un moteur V6 DOHC de 3,4 L plus puissant avec 218 ch (160 kW) et 298 N m. Mis à part des changements mineurs d'équipement, la cinquième génération est restée pratiquement inchangée pendant son fonctionnement. En 1998, le 3,4 L a été remplacé par le 3800 Series II, qui développait 203 ch (149 kW).
Tous les modèles Z34 étaient livrés avec des roues en alliage de 16 pouces, en option sur les modèles LS à la place des roues en acier standard de 15 pouces avec enjoliveurs boulonnés. Les modèles Z34 de 1998-1999 ont reçu des jantes de 16 pouces redessinées, bien que les alliages de style Z34 précédent soient restés sur la LS.
Les modèles de 1997 ont ajouté des feux de jour en standard en plus des doubles coussins gonflables et de l'ABS. La visibilité arrière était mauvaise. De plus, encore une fois, Chevrolet a fait une série limitée de Monte Carlo Brickyard 400 pace car, mais aucune n'était disponible pour les consommateurs. Cette génération de Monte Carlo était le dernier véhicule non pick-up à 2 portes avec 6 places assises, bien que des sièges baquets soient disponibles en option avec un levier au sol. Bien que ridiculisée par certains pour ses lignes indistinctes (appelées "Lumina Carlo") et sa transmission à traction avant, la cinquième génération s'est vendue assez bien pour que Chevrolet continue la ligne avec une refonte plus originale en 1999.

### Totaux de production
| Année             | Total   | Z34     | LS      |
| ----------------- | ------- | ------- | ------- |
| 1995              | 100 000 | 39 628  | 61 310  |
| 1996              | 65 447  | 15 384  | 30 063  |
| 1997              | 70 929  | 11 756  | 59 173  |
| 1998              | 69 390  | 20 688  | 48 702  |
| 1999              | 69 779  | 16 031  | 53 748  |
| Production totale | 376 483 | 103 487 | 252 996 |

## Sixième génération (2000-2007)

### 2000-2005

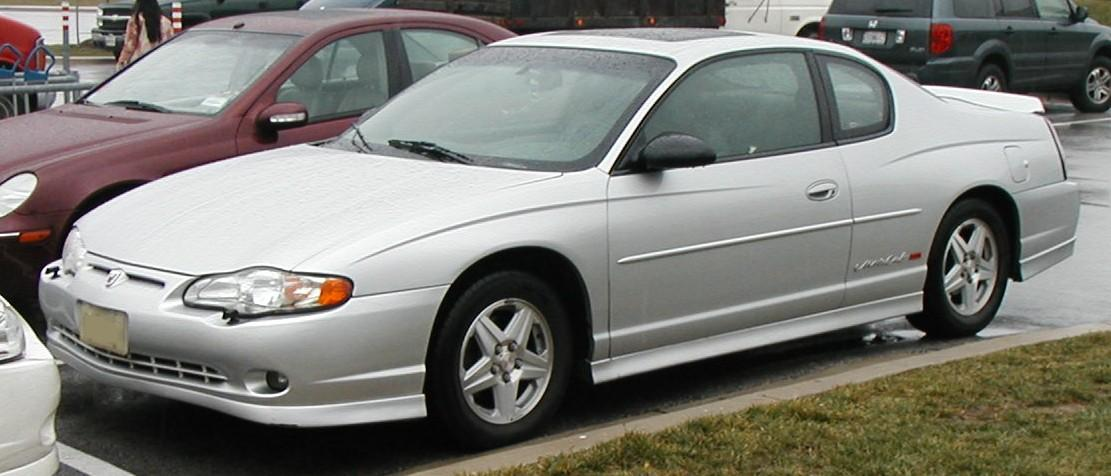
Chevrolet Monte Carlo modèle 2004-2005.

Pour 2000, Chevrolet a non seulement fait appel à GM Motorsports pour l'inspiration du design, mais aussi aux Monte Carlo du passé. Parmi les caractéristiques véhiculées par les anciennes Monte Carlo, il y avait les évasements de roues stylisés, les feux arrière orientés verticalement et un pare-chocs arrière stylisé. Un autre trait classique pour 2000 a été le retour du badge "chevalier", ainsi que d'un groupe de jauge de gros calibre, inédit sur la Monte Carlo depuis 1988. À nouveau, le surnom Super Sport a remplacé la désignation Z34 de la cinquième génération, qui était un héritage de la Lumina Coupe. Chevrolet a également retiré le nom Lumina, ramenant la plaque signalétique Impala pour la contrepartie berline de la Monte Carlo. À la demande des équipes de course, les stylistes Chevrolet ont ajouté une légère "bosse" sur le coffre arrière - semblable à, bien que plus petite, une Lincoln Mark VIII. C'était un trait distinct qui est resté avec la Monte Carlo jusqu'à sa disparition, même si plus tard dans la génération, chaque niveau de finition obtiendrait un spoiler qui masquait presque la bosse. De la NASCAR est venu le style aérodynamique et le becquet en queue de canard. La Monte Carlo de 6e génération est basé sur le concept car Monte Carlo "Intimidator", produit en 1997. Les niveaux de finition se composaient initialement de la LS et de la SS, cette dernière étant la première SS à traction avant de la gamme Chevrolet. La LS utilisée un V6 OHV de 3,4 L, tandis que la SS a obtenu le V6 de 3,8 L. Un modèle "SS" suralimenté a été ajouté pour 2004 et 2005, la "SS" à aspiration naturelle a également continuée, mais a été rebaptisée "LT" pour l'année modèle 2005.

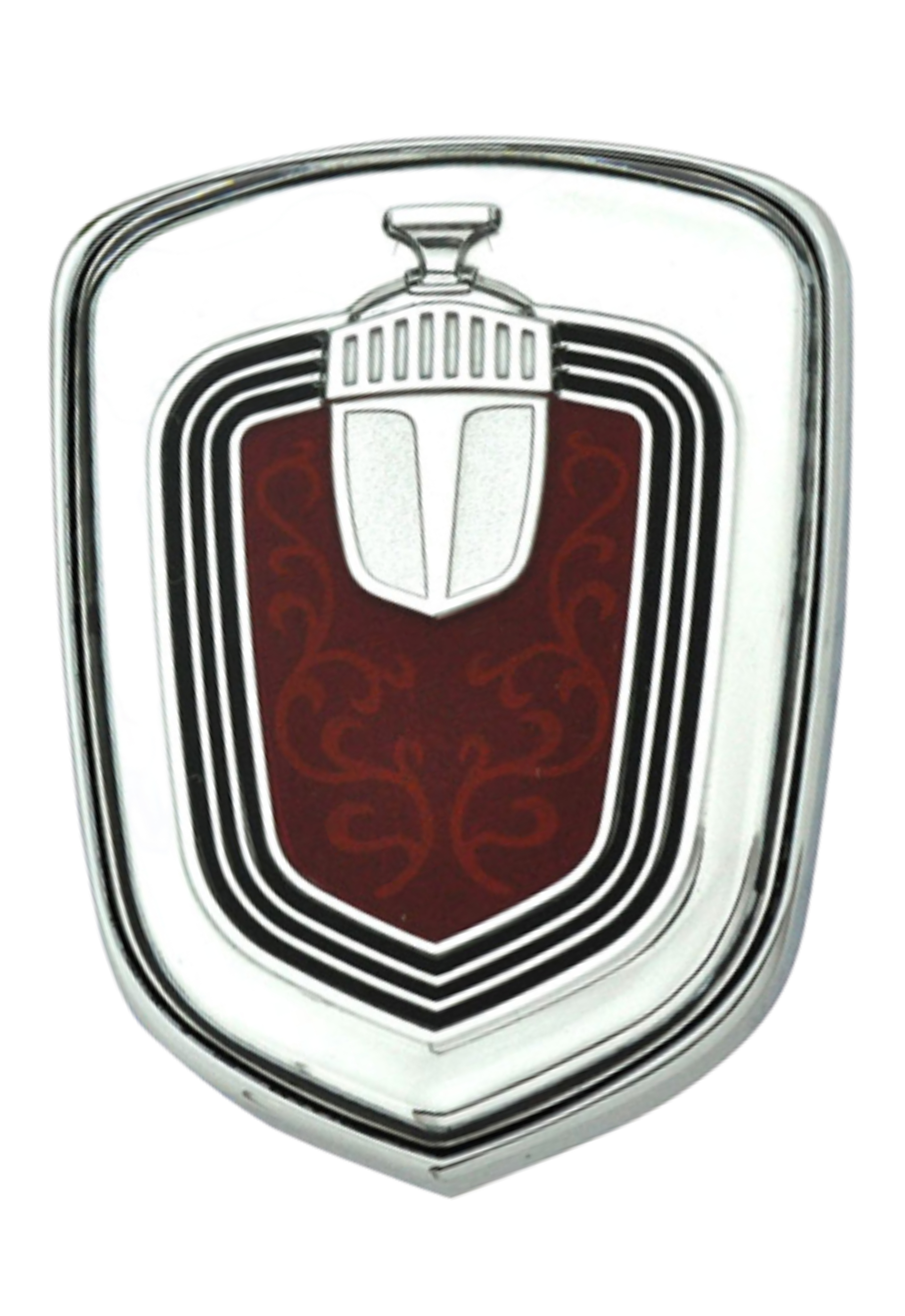
Le blason créé par Chevrolet pour identifier la Monte Carlo 2000-2005.

### Plaques signalétiques spéciales
Chevrolet a publié plusieurs modèles inspirés des pilotes NASCAR actuels: Le premier modèle sorti était la Dale Earnhardt Signature Edition de 2001, également appelée Intimidator Edition. Cette voiture avait deux schémas de couleurs; une carrosserie noire avec des bas de caisse en galaxy silver et des barrages pneumatiques avant et arrière, et une carrosserie toute noir avec des effets au sol noirs. Une fine bande rouge au-dessus des effets de fond argentés a également été incluse. Juste derrière les vitres latérales arrière, le logo numéro 3 de Dale a été placé avec la signature d'Earnhardt sous le logo numéro 3. La voiture comportait également des badges SS «Intimidator» argentés sur le côté droit du coffre et des badges Monte Carlo SS standard en bas du véhicule, juste devant les pneus arrière. Un badge Intimidator avec le numéro 3 est également apparu sur le tableau de bord, et la signature d'Earnhardt est apparue sur le groupe de jauges. L'intérieur est entièrement en cuir noir ("anthracite").Cette édition était également livrée avec des roues à 5 rayons diamantées et a reçu le moteur GM V6 L36 3800.

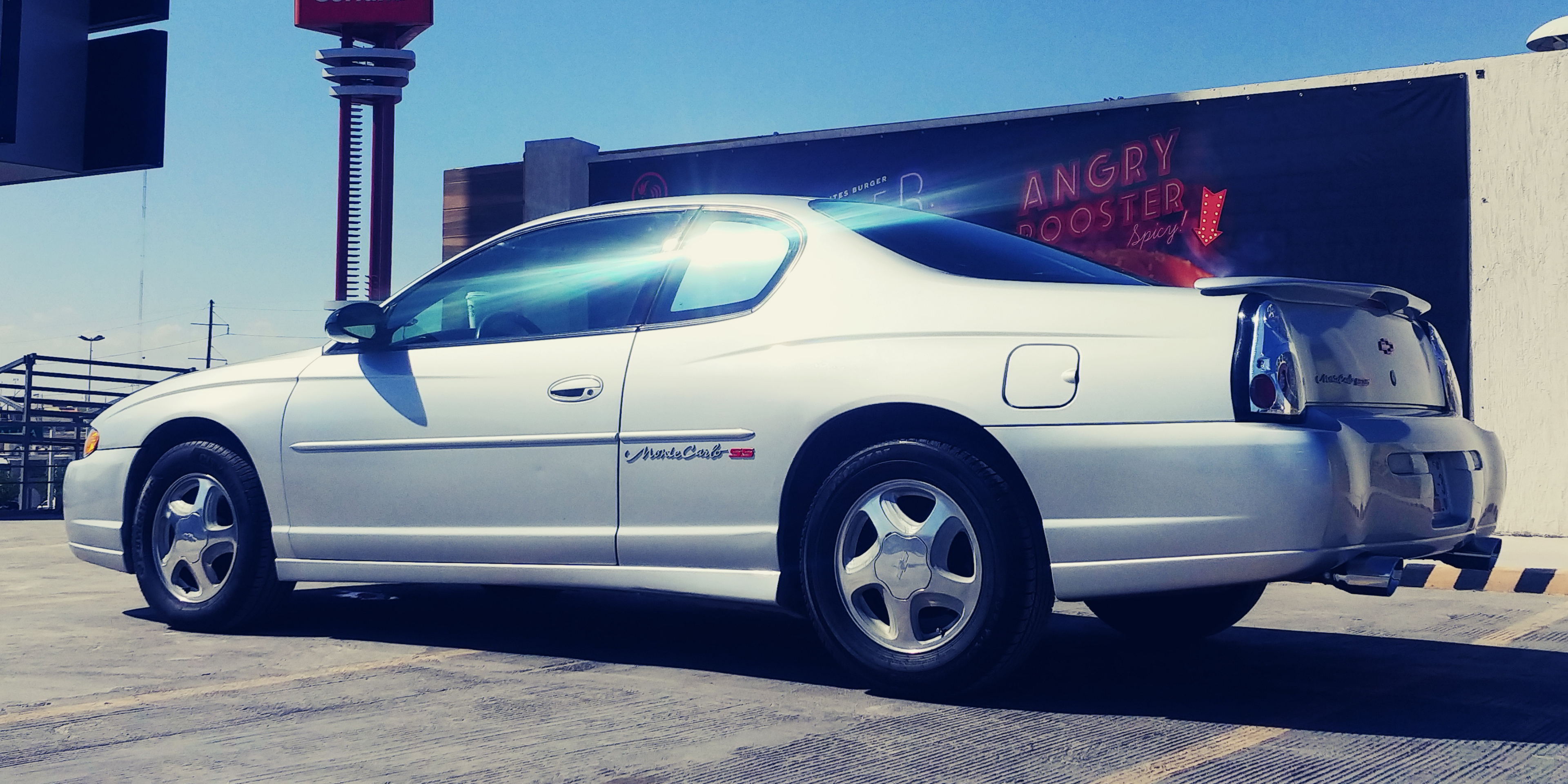
2000 SS V6 3.8 200 hp

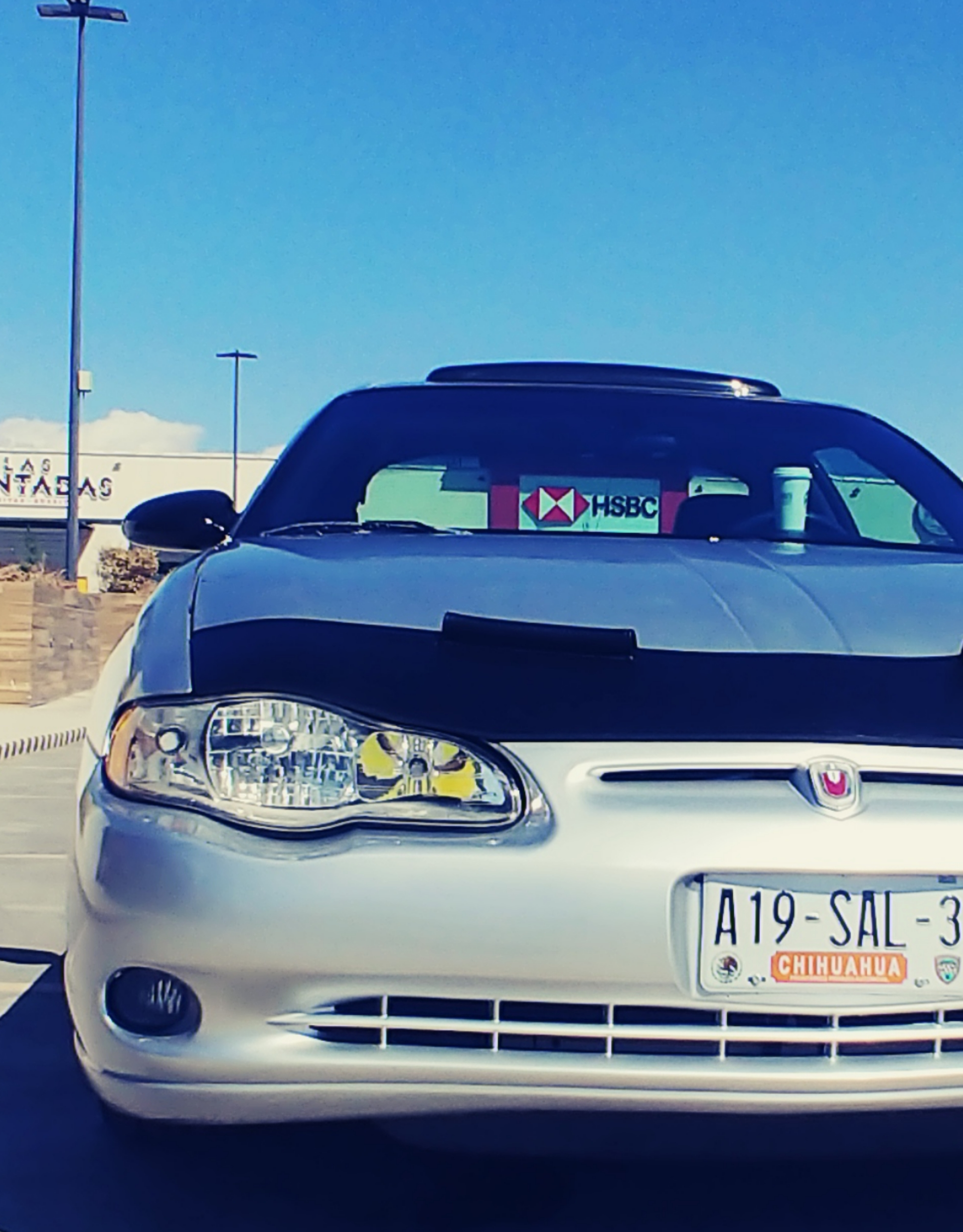

En 2003, l'édition de Jeff Gordon est sortie. Le véhicule est livré avec une carrosserie supérieur bleu et des effets au sol argentés, tout comme l'Intimidator Edition; cependant, l'édition Jeff Gordon a également reçu des flammes bleues fantômes plus claires sur la carrosserie. Elle comportait le numéro 24 derrière les vitres latérales arrière. Une signature Jeff Gordon a été placée sur le côté droit du coffre et à l'intérieur de la voiture qui a reçu un insigne Jeff Gordon sur le tableau de bord et un volant et un pommeau de levier de vitesses bicolore gris et gainé de cuir noir. Elle comportait des roues à 5 rayons diamantés et a reçu le moteur GM V6 L36 3800.
En 2004, la Dale Jr. Edition est sortie, elle était de couleur rouge et arborait un kit sport haut noir. Le numéro 8, avec une bande en «E» allait des portes au pare-chocs arrière. Les roues à 5 rayons diamantées comportaient une bande noire à travers chaque rayon et la signature de Dale Jr. apparaissait sur le côté droit du couvercle du coffre. Sur les côtés, le véhicule a reçu des badges SS Supercharged. À l'intérieur sur le tableau de bord, un badge # 8 est apparu et la signature de Dale Jr. sur le groupe. Cette édition a également obtenu des tapis de sol et des appuie-tête # 8. Ce fut également la première voiture avec une plaque signalétique à recevoir le moteur GM V6 L67 Supercharged 3800. Elles ont changé la vitesse du ventilateur pour le chauffage et la climatisation cette année. Les années précédentes avaient 1-5 paramètres. La Monte Carlo sera désormais livré avec 10 points pour marquer la vitesse de votre ventilateur.
Pour concourir, l'édition Intimidator a été rééditée en 2004, cette fois, cependant le véhicule comportait des insignes "Intimidator" sur le couvercle du coffre et les deux panneaux latéraux du véhicule. La voiture était de couleur noire, a reçu les roues à 5 rayons diamantés et cette fois a reçu le moteur GM V6 L67 Supercharged 3800.
L'année 2005 a marqué la prochaine et dernière plaque signalétique, l'édition Tony Stewart. Tout était noir, mais comportait une ligne blanche/orange qui s'épaississait en atteignant l'arrière du véhicule et contenait le numéro 20 juste avant les pneus arrière. La signature de Tony Stewart est également apparue derrière les vitres arrière des deux côtés. Le logo Chevrolet sur le coffre était blanc sur cette édition et un autre a été peint sur le devant du capot. L'insigne de la Monte Carlo a été retiré et remplacé à la place par la calandre noire de Tony Stewart. Les roues étaient du même design que la Dale Jr. Edition, sauf que le logo sur le capuchon central était blanc cette fois. Cette édition a également reçu le moteur GM V6 L67 Supercharged 3800.

### Pace Car Edition
General Motors a sorti plusieurs répliques des Monte Carlo nommées « Pace Car ». Chaque année présentait une couleur différente et toutes les voitures étaient limitées au nombre de production, cependant; toutes les voitures avaient des points communs. Toutes les pace car ont reçu : effets de sol Galaxy Silver, drapeaux à damier sur les ailes et les portes, décalcomanies "Tasmanian Devil" sur les panneaux latéraux et couvercle de coffre derrière le script "Monte Carlo". Elle a également un becquet arrière "inspiré de la course" qui ressemble à l'apparence du becquet de la NASCAR, une plaque en édition limitée sur le couvercle du coffre, le script "Monte Carlo" sur le tableau de bord est remplacé par "PACE CAR", le groupe de jauges affiche "LIMITED EDITION" en-dessous de l'indicateur de vitesse où il y a marqué «Apply Brake To Shift From Park», des roues en aluminium coulé de 16 pouces en diamant, des plaques d'ouverture de porte avec la plaque signalétique Monte Carlo et deux embouts d'échappement en acier inoxydable. Les intérieurs avaient du cuir deux tons de 1999 à 2002 pour correspondre à l'extérieur et 2003 ayant des appuis-tête brodés en noir avec le logo Chevrolet. Toutes les voitures étaient également équipées d'un moteur GM V6 L36 3800.
- Pace Car de 2000 :

Production limitée à 2 222 voitures. Cuir bicolore sport noir et rouge. Extérieur: Torch Red avec effets au sol Galaxy Silver.
- Pace Car de 2001 :

Production limitée à 1 300 voitures. Cuir bicolore sport noir et argent. Extérieur: Black avec effets au sol Galaxy Silver.
- Pace Car de 2002 :

Production limitée à 1 150 voitures. Cuir bicolore sport noir et jaune. Extérieur: Competition Yellow avec effets au sol Galaxy Silver.
- Pace Car de 2003 :

Production limitée à 1 401 voitures. Sièges sport en cuir Ebony Black avec volant gainé d'ébène et de cuir gris. Extérieur: Superior Blue Metallic avec effets au sol Galaxy Silver.

### Totaux de production
| Année             | Unités  |
| ----------------- | ------- |
| 2000              | 64 347  |
| 2001              | 71 268  |
| 2002              | 70 781  |
| 2003              | 71 129  |
| 2004              | 64 771  |
| 2005              | 37 143  |
| Production totale | 379 439 |

## Actualisation de la sixième génération (2006-2007)

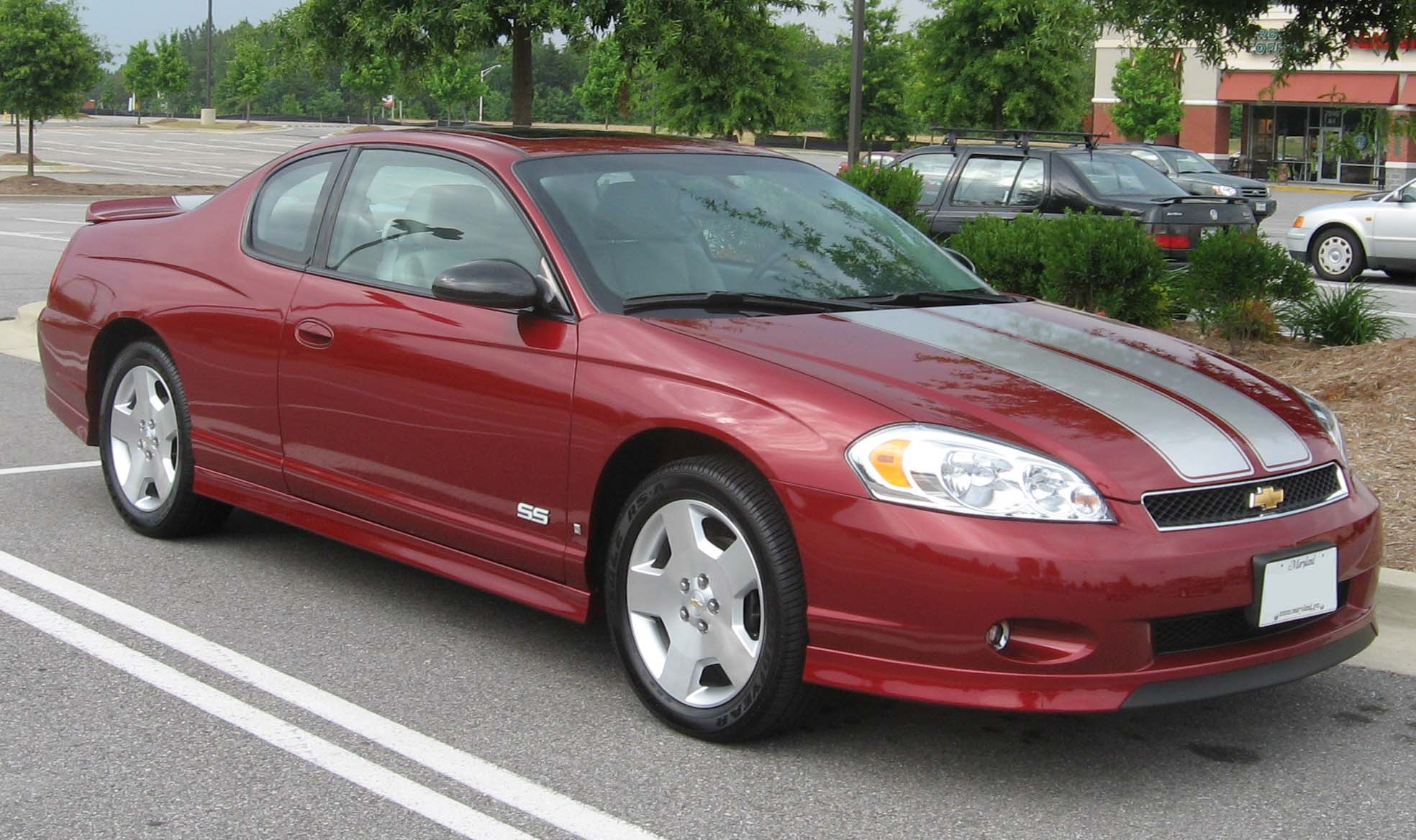
Chevrolet Monte Carlo SS de 2006-2007

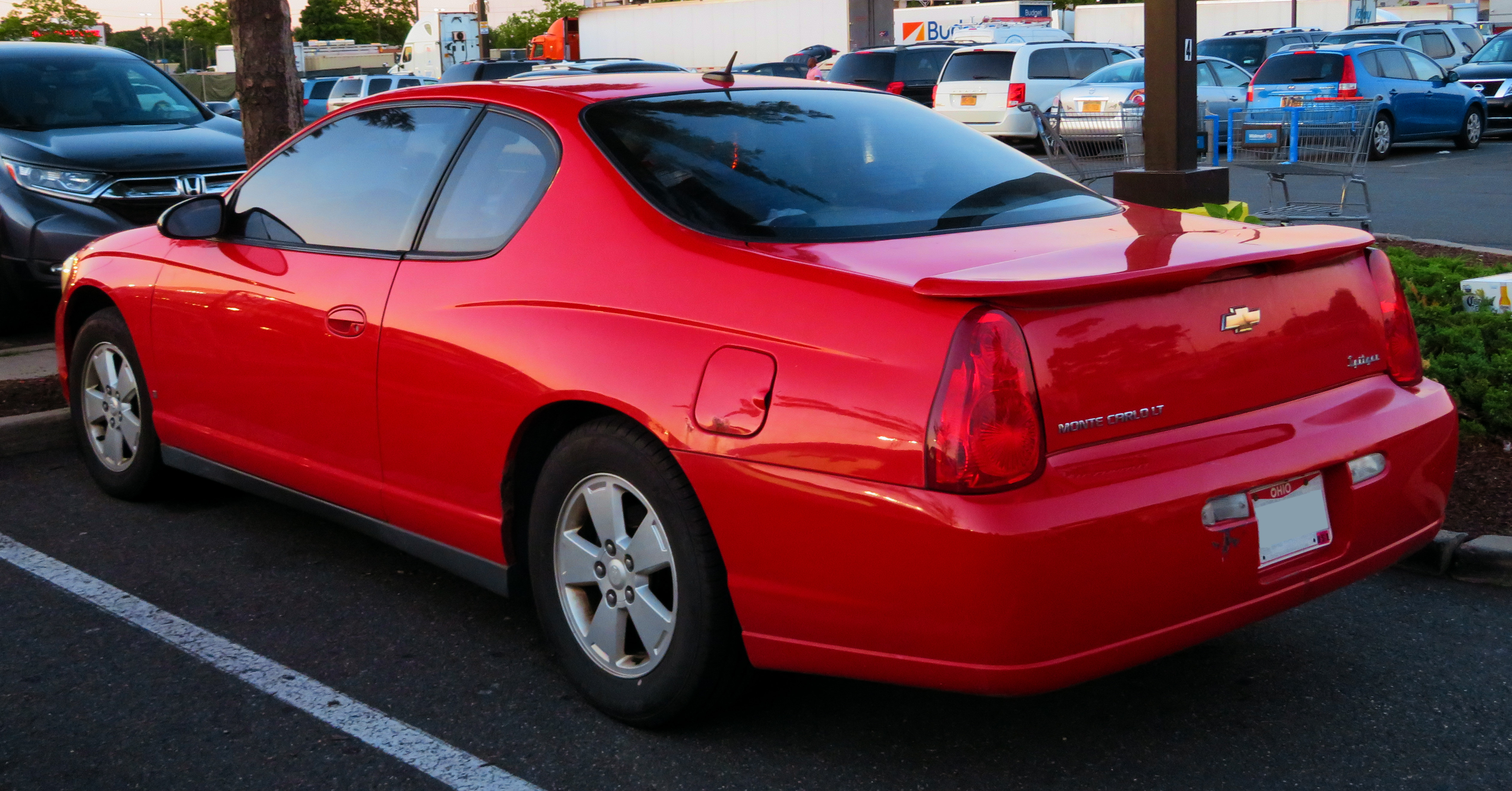
Chevrolet Monte Carlo de 2006-2007, vue arrière

La Monte Carlo de 2006 revisité et la berline Impala qui l'accompagne ont été présentés au Salon de l'auto de Los Angeles 2005. Le moteur de base était un V6 de 3,5 L développant 213 ch (157 kW). Les séries de finitions de cette génération comprennent la LS d'entrée de gamme, la LT de niveau intermédiaire, la LTZ de niveau supérieur et la SS haut de gamme. Seulement 14 829 modèles SS ont été produits au cours des deux années, 8 794 en 2006 et 6 035 en 2007. La nouvelle la plus notable, cependant, a été l'utilisation par le modèle SS du V8 petit bloc de génération IV - le premier V8 depuis le modèle de 1988. Le V8 de 5,3 L produisait 307 ch (226 kW). L'intérieur du modèle de 2006 a été légèrement repensé.
Le modèle révisé ajoute également un intérieur amélioré avec un Driver Information Center (DIC) élargi, un ABS et un contrôle de la traction améliorés, ainsi que des coussins gonflables latéraux montés sur le siège en option pour le conducteur et le passager avant.
Quelques forums de discussion sur Internet décrivent l'actualisation du modèle de 2006-2007 comme une septième génération de la Monte Carlo. Ils citent les mises à jour du panneau de carrosserie, les options de disponibilité du moteur et les changements intérieurs comme suffisamment importants pour justifier un changement, tout en admettant que même GM considère ces années comme faisant partie de la sixième génération. Il existe d'autres marques et modèles d'automobiles qui ont effectué des changements similaires, tout en restant dans la même génération (par exemple, la Chevrolet Camaro de quatrième génération et même la deuxième génération de Monte Carlo).

### Moteurs
Les modèles LT et LTZ étaient disponibles avec le moteur de 3,9 L en 2006. Pour 2007, le modèle LTZ a été abandonné avec le moteur en faveur de l'utilisation du Flex Fuel de 3,5 L comme moteur exclusif pour les modèles non SS.
Totaux de production
| Année             | Unités |
| ----------------- | ------ |
| 2006              | 32 567 |
| 2007              | 10 889 |
| Production totale | 43 456 |

## Arrêt
La Monte Carlo a cessé production à l'usine d'assemblage de voitures d'Oshawa # 1 le 19 juin 2007, après l'annonce en février 2007 de sa disparition. General Motors a publié cette déclaration: Le mardi 19 juin 2007, les deux derniers modèles de Chevrolet Monte Carlo de 2007 sont sortis de l'usine d'Oshawa Assembly Plant. Les deux derniers modèles étaient des modèles "SS" identiques avec une peinture extérieure Precision Red; Rayures Silver Rally; et intérieur en cuir Ebony Nuance. Les deux modèles sont équipés du moteur V8 «SS» de 5,3 L d'une puissance nominale de 307 ch (226 kW); Roues de 18 pouces en aluminium poli; rétroviseurs extérieurs chauffants; ainsi qu'une radio AM/FM/CD et XM. Le véhicule a été abandonné en raison de la baisse des ventes de coupés en général et des plans de la société pour relancer la Chevrolet Camaro, ce qui cannibaliserait les ventes de la Monte Carlo.
La dernière Monte Carlo de la chaîne de production a été retenu par GM pour leur collection Heritage Center. L'avant-dernière Monte Carlo de la chaîne de production, la dernière unité "vendable", a été vendue aux enchères le 15 août, lors de la vente aux enchères automatique de Manville à Statesville, en Caroline du Nord. L'offre gagnante a été décernée à Fred Simon, propriétaire de Simon Chevrolet à Woonsocket, RI, où elle est exposée dans la concession. Cette unité était au Indianapolis Motor Speedway pendant le week-end du 27 au 29 juillet pour l'Allstate 400 de 2007 à Brickyard. Là-bas, elle a été signée par tous les pilotes actuels de l'équipe Chevrolet qui étaient actifs dans la série NASCAR Sprint Cup.

## NASCAR
De 1972 jusqu'à la fin de la production de la voiture en 1988, la Monte Carlo a fait campagne en NASCAR. Les voitures de 1973-1977 ont été le style de carrosserie dominant au fil des années jusqu'en 1980, lorsque la NASCAR a rendu obligatoire le passage aux voitures à empattement plus court de 2 794 mm construites par Detroit. Les Monte Carlo de 1981 et 1982 (dénommé le "flat-nose") ont été courues par peu d'équipes et n'ont remportées que deux courses dans ces années. En 1983, l'ajout du nez SS est devenu le style de carrosserie de la Monte Carlo utilisé dans la NASCAR jusqu'à ce que la voiture ne soit plus produite.
La Monte Carlo est revenue pour la saison 1995 avec la carrosserie de cinquième génération, mais la NASCAR a permis à la voiture d'avoir des panneaux de quart arrière plus larges et, en tant que tel, s'est écarté de la tôlerie d'usine, que jusque-là les voitures de course devaient utiliser. Le style de carrosserie de 1995 était également un favori sur le circuit NASCAR et a connu un succès considérable sur la piste. La voiture a remporté plusieurs prix NASCAR Manufacturers Cup jusqu'à ce qu'elle soit de nouveau arrêtée de la production en 2007 et remplacée par l'Impala pour la course.

## Postérité et culture populaire
La Monte Carlo 1970 a été popularisée récemment au cinéma dans le film Fast and Furious: Tokyo Drift. Un modèle 1972 à l'état d'épave est aussi conduit par Jim Carrey dans la comédie Ace Ventura, détective pour chiens et chats. La Monte Carlo modèle 1975 (de couleur noire) est au cœur de l'intrigue de la mini série La Vérité sur l'affaire Harry Quebert. On aperçoit une Monte Carlo bordeaux de 1976 dans le film Casino, conduite par Joe Pesci, quand ce dernier arrive à un rendez-vous avec Robert De Niro.
Les trois premiers millésimes (en particulier les modèles SS) de la Monte Carlo sont aujourd'hui assez recherchés aux États-Unis. Un club leur est consacré.